# Cwarmê

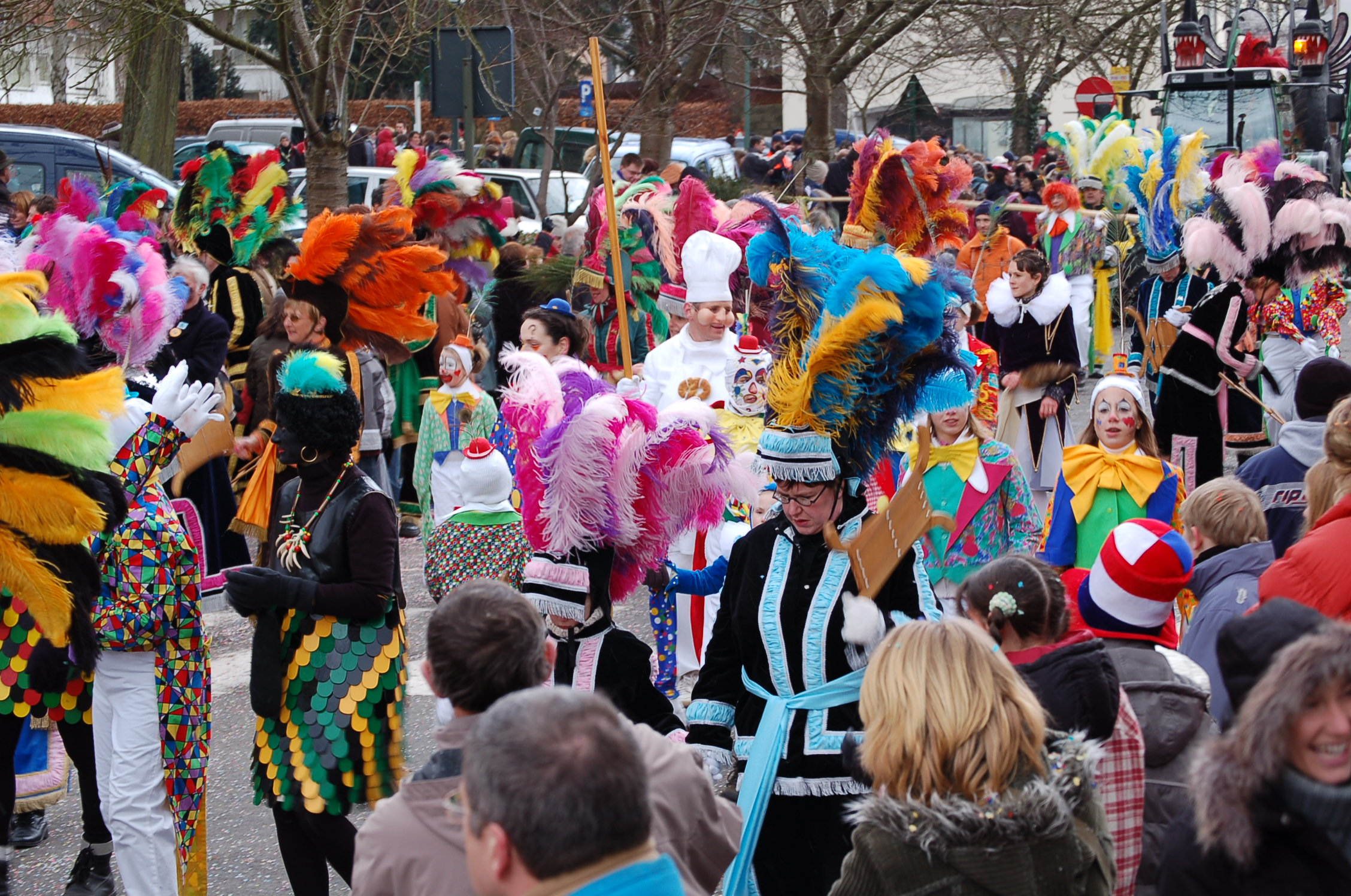
Masques traditionnels durant le grand cortège carnavalesque du dimanche.

Le Cwarmê est un carnaval qui se déroule dans la ville de Malmedy (Belgique). Il dure quatre jours et est classé au patrimoine immatériel de la Fédération Wallonie-Bruxelles. Il commence le vendredi à minuit et dure jusqu'au mardi gras à minuit. Le point d'orgue du Cwarmê a lieu le dimanche après-midi lors du grand cortège carnavalesque. En 2018, la 560e édition a lieu du 10 au 13 février. 
Malgré son appartenance aux Cantons de l'Est, territoires cédés par l'Allemagne à la Belgique au sortir de la Première Guerre mondiale, le Cwarmê est un carnaval latin typiquement wallon.

## Histoire et origines
La plus ancienne trace du carnaval de Malmedy date de 1459 dans un document où l'on évoque le Quarmæ, dans lequel on reconnaît le mot Cwarmê. Mais on peut penser qu'il ait été fêté bien plus tôt.
Le Cwarmê désigne à Malmedy la période de carnaval qui dure quatre jours. Ces quatre jours portent le nom wallon de Grandès haguètes par opposition aux P'titès haguètes (aussi appelés les quatre jeudis gras) qui précèdent le carnaval.
En 1695, alors que Malmedy est dirigée par des princes-abbés, on recense la première trace écrite de l'interdiction d'un carnaval. Assimilé à des rites païens, les autorités de la ville craignaient que cette célébration ne provoque rébellion et désordre. D'autres interdictions émanèrent au XVIIIe et au XIXe siècle, mais les Malmédiennes[réf. souhaitée] passèrent outre cette censure. Au XXe siècle, au dénombre trois périodes d'annulation : durant les deux guerres et en 1962 lors d'une épidémie de variole. Cependant, malgré ces nombreux obstacles, les Malmédiens ont réussi à sauvegarder cette tradition qui se perpétue encore aujourd'hui.
Le nom du carnaval de Malmedy tirerait son origine du mot latin quadragesima, simplifié en quaresima, ce qui signifie quarante - quarante pour le nombre de jours qui séparent le mercredi des Cendres du jour de Pâques. Quaresima évolua pour donner le mot Carême en français et le mot Cwarmê en wallon de la région.
Dans de nombreux endroits de la planète on fête le Mardi gras, appelé ainsi pour la grande quantité de nourriture absorbée avant les privations du carême. Il est le jour qui permet de définir la fête du carnaval. À Malmedy, il s'agit du dernier jour du carnaval. C'est donc ainsi que la fête de Pâques détermine aussi le jour du Cwarmê de Malmedy.
Mais ici les festivités s'étalent sur bien plus de temps que dans la plupart des autres carnavals. Le Cwarmê demande des mois de préparation : la confection des costumes, l’écriture des rôles, la préparation des chars, etc.

## Parler populaire
Durant le Cwarmê, le wallon est la langue populaire couramment parlée. Durant ces quatre jours de fête, tout se dit et se chante en wallon malmédien (qui se différencie du wallon liégeois, namurois, etc.). C'est ainsi que la cérémonie d'ouverture qui voit le Bourgmestre (maire de la ville) remettre symboliquement les clés de la cité au « Trouv’lê » (représentant des masqués) se fait en langue wallonne. Plusieurs masques traditionnels s'adressent aussi aux spectateurs dans ce langage populaire. Les malmédiens sont très attachés à cet usage du wallon durant le Cwarmê,.

## Sociétés et fanfares
Comme beaucoup de villes à l'époque, Malmedy a connu de nombreux groupements de jeunes qui rassemblaient, à l'époque, les jeunes hommes non mariés de la localité. On retrouve encore ces groupes dans les villages aux alentours. Ces associations étaient nommées « bânes » (bandes en français) et organisaient les festivités durant l'année, dont le Cwarmê. La plus ancienne « bâne » connue en 1836 s'appelait « Les Fidèles Disciples de Momus ». En 1847, apparaît « La Société Bourgeoise ». C'est à ce moment que naquirent les sociétés musicales qui existent encore à l'heure actuelle. Leur rôle dans la survivance du Cwarmê fut primordial. Sans leur implication le Cwarmê de Malmedy ne nous serait pas parvenu avec tant de fidélité. Ce sont ces mêmes sociétés qui ont remis au goût du jour certains costumes et rites qui avaient disparu au fil du temps.

### La Royale L'Écho de la Warche
Fondée en 1846 par Alphonse Graff, La Royale L'Écho de la Warche est une fanfare active dans différents types d'évènements : concerts, animations musicales et cortèges carnavalesques. En 1921, elle reçoit le titre de Royale sur décision du Roi Albert Ier pour son 75e anniversaire. En 1940 elle est dissoute par les occupants nazis et se reforme dès la fin de la guerre en 1945. Elle compte en 2015 une soixantaine de membres actifs formés à l'Académie de Musique de la Ville de Malmedy.

### La Royale Union Wallonne
Créée en 1847, La Royale Union Wallonne est le plus ancien chœur d’hommes de la communauté française de Belgique. Leur répertoire comporte des chansons classiques multilingues et liturgiques, mais aussi des musiques plus populaires, sans oublier les chansons du folklore wallon.
Le lundi du Carnaval la Royale Union Wallonne, appelée L'Union simplement par les Malmédiens, met en scène de petites pièces satiriques, les rôles, pour se moquer gentiment des citoyens Malmédiens ayant rencontré une ou l'autre mésaventure durant l'année écoulée. Ces rôles du lundi ont fait germer de nombreux chants wallons carnavalesques très connus.

### La Royale Malmédienne
Le chant est la principale activité de la Royale Malmédienne, chœur d'hommes créé en 1866. Cependant, le folklore malmédien occupe une grande place chez ces chanteurs. Comme les autres sociétés, elle collabore activement avec les services de la ville de Malmedy pour l'organisation du Cwarmê et pour le prolongement d'autres traditions. Depuis la fin du XIXe siècle, le rôle du « Troûv'lê », personnage symbolisant le pouvoir durant le Cwarmê provient de la Royale Malmédienne, les « Djoup’sènes » sont  également exclusivement réservées aux membres de la Malmédienne. C'est aussi la seconde société à organiser les rôles le lundi du Carnaval.

### La Royale Harmonie La Fraternité
Créée en 1874 par Ceslas Schneider, la Royale Harmonie La Fraternité est très active dans le folklore malmédien. Elle se compose d'environ soixante musiciens et effectue de nombreux déplacements. Son répertoire va des musiques de films aux grands airs classiques en passant par les comédies musicales.

### Lu Mesnie dol Haguète du Mâm’dî
Mise en place en 1966, la Mesnie est un groupe folklorique composé essentiellement de « Haguètes ». Elle est admise en tant que société au sein du cortège depuis 2001, et participe dès le samedi à l’ouverture du Cwarmê.
Lors du jour principal, le dimanche du Cwarmê, les « Haguètes » se rassemblent à 13 heures sur la place principale de Malmedy pour effectuer la « Danse de la Haguète ». La Mesnie effectue aussi plusieurs déplacements à l'étranger pour représenter les différents costumes traditionnels du Cwarmê.

## Répertoire musical
L'originalité du carnaval de Malmedy ne se situe pas uniquement au niveau visuel, ni des coutumes et de la gestuelle des participants. Un aspect absolument particulier de cette festivité est sa musique. Lors de la création des sociétés musicales actuelles, des marches furent composées. Elles s'intégraient aux thématiques sélectionnées chaque année. De nos jours, c'est toujours le cas. Les musiques du carnaval de Malmedy respecte la mesure du 6/8, rythmique à deux temps  qui permet aux masques traditionnels de battre la mesure avec les ustensiles qui accompagnent les costumes.
Une production énorme de chansons issues des rôles du lundi du carnaval ont laissés des chansons tantôt comiques, tantôt tendres. Depuis les années 1950, de nombreux enregistrements ont été réalisés par les sociétés ou des particuliers. Il s'agit évidemment d'un répertoire musical exclusivement wallon qui a supplanté tous les autres dans le cœur des Malmédiens. Durant le Cwarmê ces chansons sont diffusées en rue, dans les cafés et chez l'habitant. Lors du bouquet final du dimanche, toutes les sociétés participantes interprètent les airs les plus connus afin de conduire l’immense farandole des masques traditionnels.
Plusieurs chansons sont devenues des classiques au Cwarmê : Tching-Boum! (Robert Counson, 1960), Lu tchant do mâssî toûr (Robert Counson, 1960), Les mâm’diyins (Robert Counson, 1961), Hop’ on vêre ! (Sylvain Michel, 1962).

## Déroulement
Les « P'titès haguètes » ou quatre jeudis gras se déroulent les quatre jeudis précédant le Cwarmê. Les « Grandès haguètes » se déroulent durant les quatre jours précédant le mardi gras compris.
L'acception ancienne du terme « haguète » désignait autrefois tous les masqués. Les jours de « grandès haguètes » sont des journées avec plus de faste.

### Les quatre jeudis gras
C’était, jusque dans les années 1960, l’occasion pour les jeunes hommes mais surtout les jeunes femmes de se déguiser et faire le tour des bars de la ville pour taquiner les clients jusqu’à ce qu’ils offrent une tournée. Cette tradition est tombée en désuétude, mais elle connaît un regain d’intérêt depuis le milieu des années 1990.
Les enfants sont de nos jours mis à l'honneur le premier et le quatrième jeudis gras, les deuxième et troisième jeudis sont réservés aux plus âgés.

### Vendredi
Afin de se préparer aux jours suivants, la majorité des Malmédiens se retrouvent dans les différents cafés de Malmedy pour commencer ensemble le Cwarmê. En fin de soirée, la foule s’agglutine au fond du café du Scotch Inn, situé au centre de Malmedy, pour assister à la répétition générale de la « Marche do Trouv’lê » et des autres chansons folkloriques jouées par la fanfare L'Écho de la Warche.

### Samedi
Dès midi, les « Grosses Polices », policiers bedonnants inspirés de l'époque française, circulent dans les rues de la ville avec leur canon pour annoncer l'ouverture des festivités.
À 15 heures, la population, les officiels et toutes les sociétés folkloriques se rassemblent à la salle de la Fraternité pour la «passation des pouvoirs » du Bourgmestre (maire de la ville) au « Trouv’lê » (représentant des masqués). Il s'agit de l’ouverture officielle du Cwarmê et celle-ci est majoritairement proclamée en wallon. Le Bourgmestre remet symboliquement les clés de la ville au « Trouv’lê » pour les 4 jours du carnaval.
Après la réception, sur le coup de 16 heures, une douzaine de « Sotês », la « Grosse Police » et deux « Djoup'sènes » accompagnent le « Trouv’lê » et la fanfare de la Royale Malmédienne pour prendre la tête du cortège. Il s'agit du premier cortège du Carnaval. Les 4 autres sociétés musicales et folkloriques, La Royale Fanfare L'Echo de la Warche, La Royale Harmonie la Fraternité, la Royale Union Wallonne et la Mesnie dol Haguète, défilent elles aussi.
Le samedi, chaque société a un thème spécifique qui change d'année en année. Masquées, les Jeunesses des villages avoisinants se joignent au cortège avec un char décoré pour l'occasion.

### Dimanche

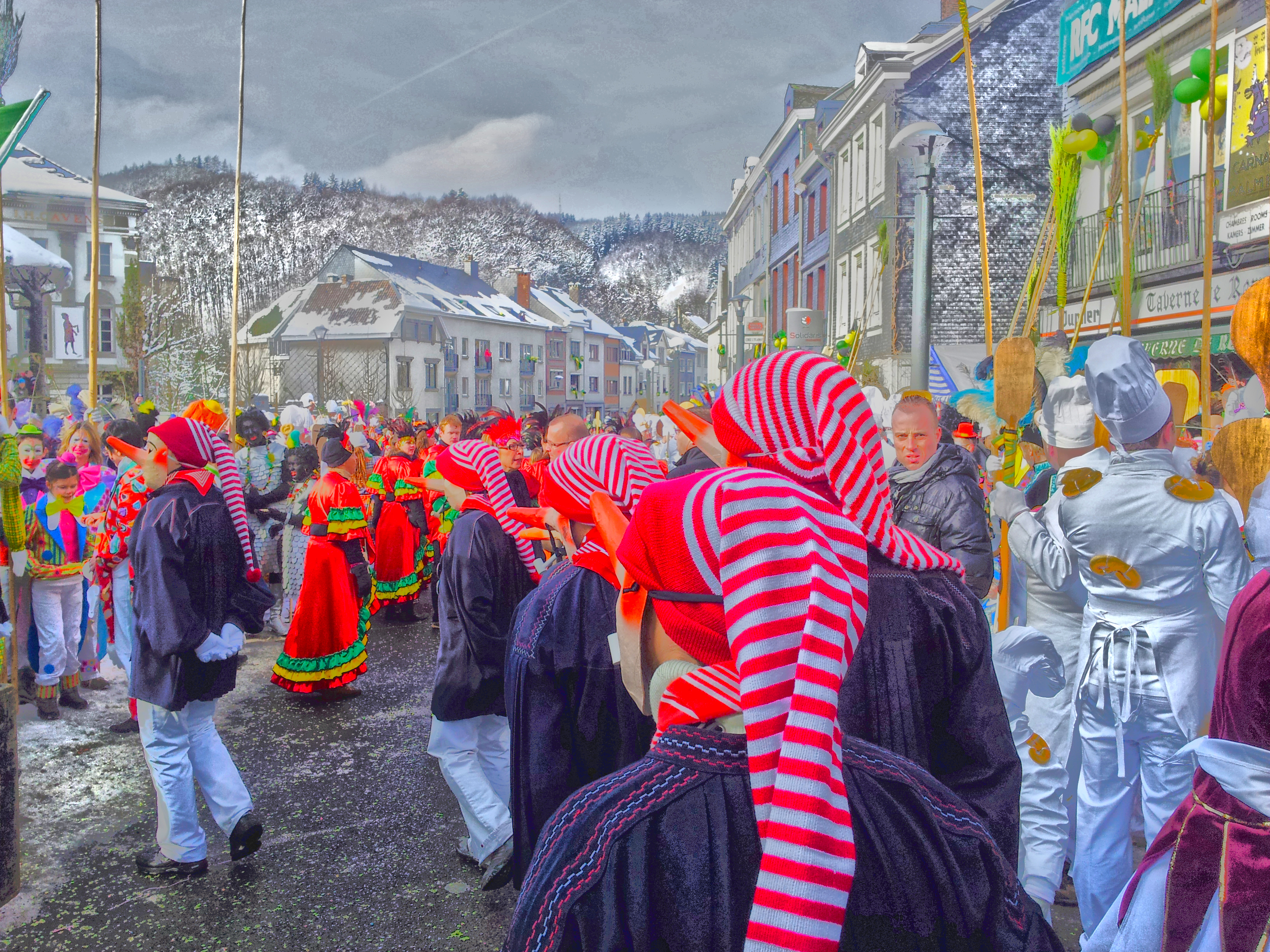
Longs-Nés, Longuès-Brèsses et Boldjîs le dimanche du Carnaval.

Le grand cortège carnavalesque du dimanche est le plus beau et le plus populaire. C'est durant cette journée que l'on peut apercevoir l'ensemble des masques traditionnels du Cwarmê.
Malmédien ou non, le carnaval est ouvert à tous. Chacun peut se costumer et faire partie du cortège. Celui-ci démarre vers 14 heures après la « Danse de la Haguète » et se termine par le Bouquet musical final à 18 heures sur la place Albert Ier.
Dans la seconde moitié du XIXe siècle, la tradition orale raconte que des travestis crasseux déambulaient dans les rues le dimanche matin. Ils faisaient du bruit au moyen d’instruments divers (exemple: vieilles casseroles). La malpropreté volontaire des participants fit qualifier ces sorties de « mâssîs-toûrs » (sales tours). Ces manifestations furent rapidement interdites par les autorités. Vers 1889, on remplaça ces « mâssîs-toûrs » par les tours de ville des différentes sociétés de masqués. De nos jours, on parle encore de « mâssîs-toûrs » mais ils n’ont évidemment plus rien de sale.
Le dimanche se compose donc d'un grand cortège composé des sociétés, des Jeunesses locales et de leurs suites de masqués. Chaque année plus de 2500 participants défilent le dimanche dans les rues de la cité malmédienne. Immédiatement après ce défilé débutent les «bânes-corantes» (bandes courantes). Le cortège se dissout et chacun continue à se balader, toujours masqué, dans les rues de Malmedy jusqu'au rassemblement final. Ces « bânes corantes » de fin de journée, constituent un joyeux désordre généralisé. C'est l’originalité toute particulière du carnaval de rues malmédien, bien distinct en cela de la simple parade.
La plupart des participants arborent les célèbres masques traditionnels du Cwarmê qui sont au nombre de quinze. Le Cwarmê est un carnaval interactif, les masqués n'hésitent pas à faire participer le public et s'insinuer dans la foule pour trouver une personne avec qui s'amuser.
Depuis quelques années le parcours du cortège a été modifié, mais il respecte habituellement le tracé suivant : place de Rome, Chemin-Rue, rue de la Tannerie, rue Abbé Péters, rue Neuve, rue Derrière la Vaulx, rue du Commerce, place Albert 1er, Châtelet, rue Devant l'Étang, rue Jean-Hubert Cavens, place de Rome (dislocation pour les «bânes-corantes»).

### Lundi
La Royale Malmédienne et la Royale Union Wallonne interprètent sur de petites scènes ambulantes des pièces de  théâtre s'inspirant de faits divers amusants qui se sont déroulés durant l'année à Malmedy. Diverses chansons sont créées pour l'occasion et viennent rythmer ces spectacles de rue. Ces représentations se déroulent entièrement en wallon.

### Mardi gras

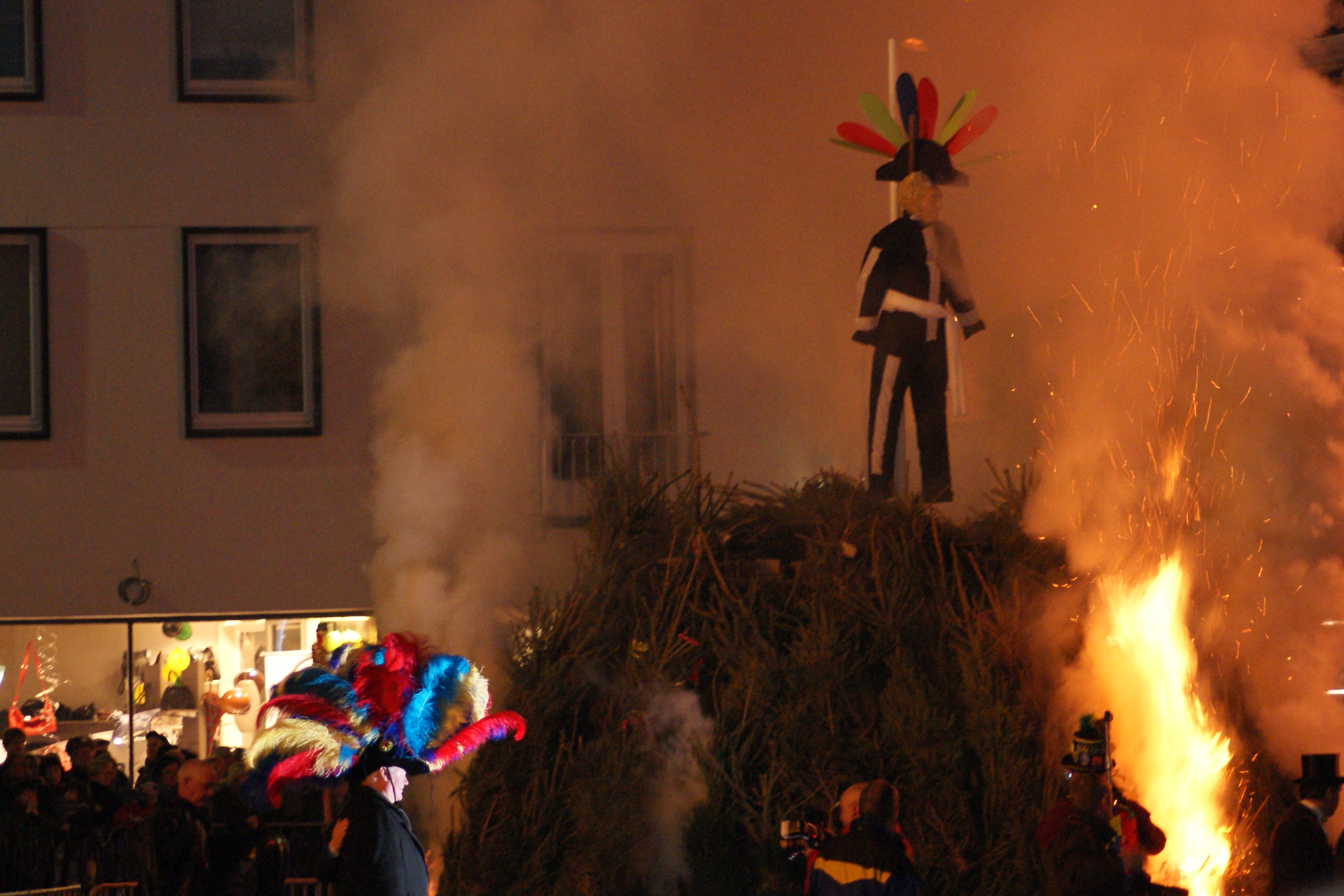
Brûlage de la Haguète, fin du Cwarmê.

C'est le dernier jour des festivités du Cwarmê. À partir de 14 heures chaque société sort de manière individuelle afin de parcourir une dernière fois les rues de Malmedy.
Les membres de l'Union wallonne sont déguisés en bourgeois du début du XXe siècle et célèbrent un mariage fictif de la même époque.
La Royale Malmédienne est composée de centaines de personnes déguisées en Ardennais et Ardennaises telles qu'ils étaient vêtus à l'époque. Sarrau, foulard rouge et casquette noire pour les hommes. Blouse fleurie, jupe plissée et chapeau de paille pour les femmes. On constate depuis plusieurs années que le travestissement masculin est aussi porté par les femmes, plus pratique pour courir et sauter à travers les rues. Ce cortège d'Ardennais constitue le plus grand groupe du mardi.
La Mesnie dol Haguète forme un groupe appelé « Grossès Tièsses » (les grosses têtes). Chaque membre se déguise en un personnage de leur choix et se munit d'une énorme tête faite en papier mâché confectionnée durant l'année.
Enfin, la fanfare L'Écho de la Warche et l'Harmonie de La Fraternité défilent dans les rues suivies de leurs membres vêtus des costume à thème annuels.
À 19 heures, toutes les sociétés et la population se réunissent place Albert 1er, au centre de Malmedy, pour célébrer la clôture du Cwarmê. Un énorme bûcher est monté au centre de la place afin de procéder « Brûlage de la haguète ». À l'époque, un os était jeté dans le brasier pour marquer la fin des festivités, mais aussi la mort de l'hiver. Cette célébration avait lieu le mercredi des cendres, le lendemain du mardi gras. Elle fut supprimée par le clergé en 1892, puis rétablie en 1954 le soir du mardi gras. Aujourd'hui, c'est une « Haguète » de paille qui trône fièrement au sommet du tas de bois. Ce dernier est incendié par le président de chaque société folklorique. Le « Trouv’lê » jette sa pelle en bois dans le feu, symbolisant la fin de son règne de 4 jours sur la ville de Malmedy. Un poème très émouvant nommé « Arvèye Haguète » (au revoir Haguète) est lu en wallon pendant que le bûcher s'embrase. Ensuite, chaque société suivie de leur cortège de masqués défilent les uns après les autres autour des flammes, dansant joyeusement sur les airs folkloriques joués par les différentes fanfares.

## Personnages du Cwarmê
Le Cwarmê compte quinze costumes traditionnels qui sont, pour la plupart, uniquement visibles le dimanche du Carnaval. Ces costumes sont nommés masques, bien qu'ils recouvrent l'entièreté, et non uniquement le visage.
Les différents personnages traditionnels du carnaval de Malmedy entretiennent une relation très proche avec le public qui est souvent mis à contribution.
Les désignations des masques ci-dessous proviennent du wallon malmédien, parler populaire local, d'où la présence du terme « Lu » devant chaque nom. Cet article défini, masculin et féminin, correspond aux articles « Le » et « La » en français.

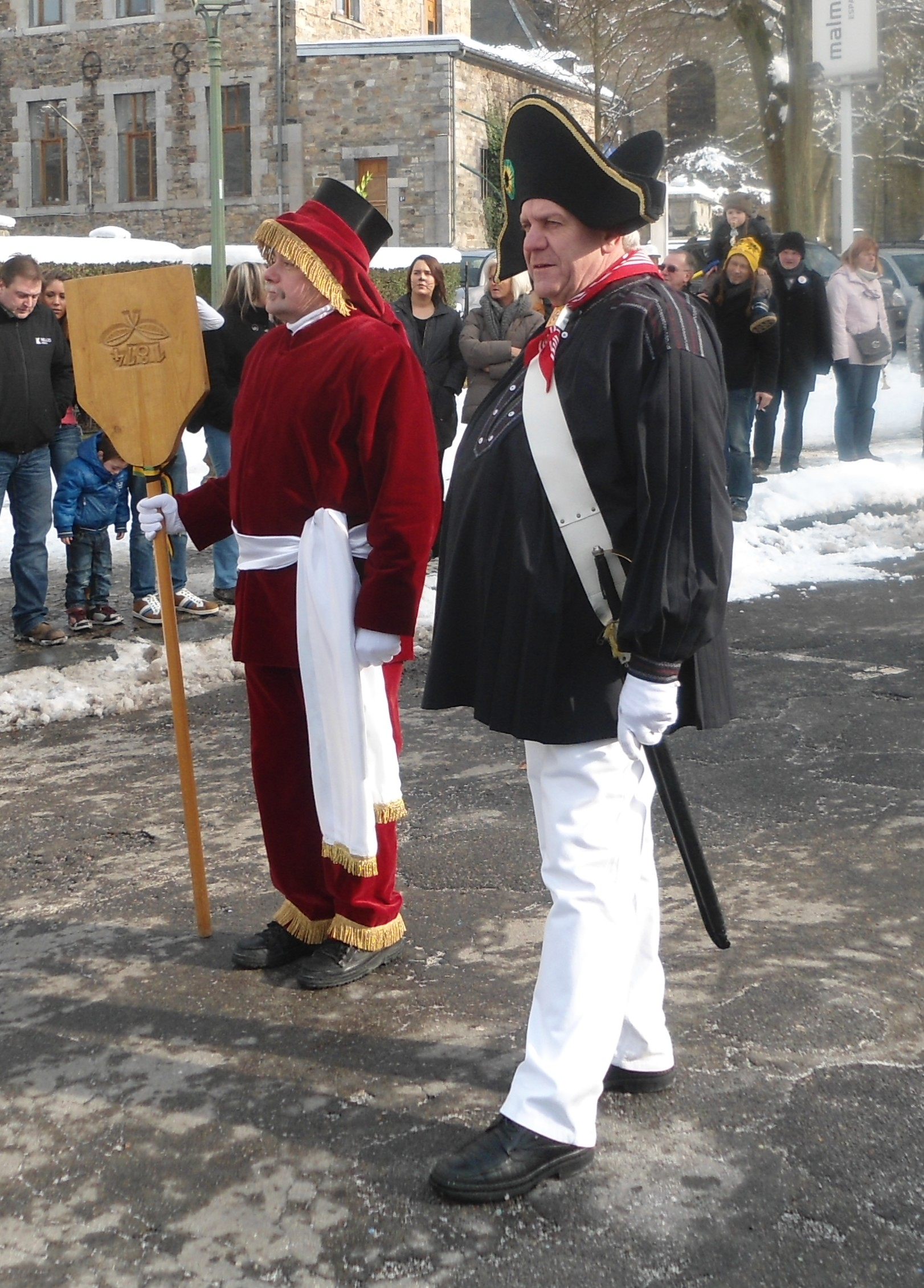
Trouv'lê et Grosse Police en début de cortège le dimanche du Carnaval.

### Lu Grosse Police
Autrefois, sous la Période française, le tambour de la Garde proclamait l’ouverture du Cwarmê et les règlements de police en vigueur. Ce n’est qu’en 1920 que l’on verra apparaître un personnage appelé par dérision « Grosse Police » annonçant les festivités au moyen d’une cloche à main, le « clabot ». C’est cette cloche qui était utilisée par le crieur public communal à l'époque.
La « Grosse Police » est coiffée d’un bicorne noir orné d'une cocarde aux couleurs de la ville. Elle est vêtue d’un sarrau bleu, d’un pantalon blanc et porte un sabre en bandoulière. Depuis les années 1950, elle est accompagnée de plusieurs de ses consœurs et se met à parcourir les rues de Malmedy dès le samedi matin. Elles s’arrêtant çà et là pour annoncer l’arrivée du Cwarmê à coups de canon fictif.

### Lu Trouv'lê
Le « Trouv’lê » est le personnage qui symbolise le pouvoir durant les quatre jours du Cwarmê. À l’origine, les festivités étaient organisées par les cercles de jeunesse. Afin d'éviter les débordements, ils veillaient eux-mêmes au maintien de l’ordre. C’est le « capitaine de jeunesse » qui prenait en charge cette responsabilité. Sa pelle (la « panûle » en wallon malmédien), similaire à une pelle à grain de brasseur, lui conférait symboliquement l’autorité.
Toujours vêtu de rouge vif, symbole du feu, et coiffé d’un haut-de-forme, chapeau de cérémonie par excellence, il reçoit, le samedi après-midi, la « panûle » des mains du Bourgmestre de la ville lors d’une cérémonie d’ouverture instituée depuis 1950.
Son costume s’apparente beaucoup à celui de la Haguète, à quelques détails près, comme le haut-de-forme orné d’une écharpe frangée et d’un brin de verdure, symbole de l'arrivée du printemps.
Le « Trouv’lê » parcourt les rues de la ville au son de la « Marche do Trouv’lê » composée en 1874 par Olivier Lebierre (1851-1914). Il est escorté par d'autres travestis : les « Grosses Polices » et les « Djoup’sènes ». Ces trois masques traditionnels sont exclusivement revêtus par la « Royale Malmédienne », première société à sortir le samedi après-midi.

### Lu Djoup’sène
C'est un des masques les plus anciens du Cwarmê. Jusqu’à la fin du XIXe siècle, elle sortait le soir, souvent en petites bandes, et allait chaparder les victuailles dans les maisons. La soirée se terminait alors par un festin entre amis. Les excès provoqués par ces actions ont fait réagir les autorités de l'époque qui ont purement et simplement interdit ce masque.
Depuis les années 1920, les organisateurs du Cwarmê ont fait réapparaître deux individus portant ce déguisement, en mémoire de ce très ancien masque. Elles doivent depuis escorter le « Trouv’lê » pendant son tour de ville inaugural. Toutefois, on leur a symboliquement entravé les bras sous le vêtement afin de les empêcher de marauder.
« Djoup’sène » est un personnage féminin qui signifie « Égyptienne », mais on la rattache plus à la bohémienne ou la gitane. Elle est vêtue d’un énorme drap blanc qui la recouvre entièrement et porte un masque au nez crochu. 

### Lu Haguète
La « Haguète » est le personnage le plus emblématique du Carnaval de Malmedy. Reconnaissable à son grand chapeau coiffé de plumes d'autruches multicolores, elle saisit gentiment le spectateur à la cheville avec un instrument en bois nommé « hape-tchâr » (attrape-chair), sorte de herse en bois articulée et extensible se terminant par des pinces. Elle invite alors le spectateur à mettre un genou à terre pour « demander pardon », en wallon bien évidemment. La citation : « Pardon, Haguète, à l’ cawe do ramon, dju nu l’ f’rès jamês pus ! » (Pardon, Haguète, à la queue du balai, je ne le ferai jamais plus !). Au XIXe siècle et jusqu’au début du XXe siècle, la « Haguète » était armée d’un balai (« ramon » en wallon) et non de son « hape-tchâr » actuel. Elle poursuivait alors un personnage féminin malpropre appelé « Marie-Françoise » ou « Marèye-Droûsse » qui la narguait en hurlant : « Êyou ! Haguète, dju n’a nin pawe du vos ! »  (Êyou! Haguète, je n’ai pas peur de vous !). Cette « Marèye-Droûsse » a aujourd’hui totalement disparu du Cwarmê et la « Haguète » s'en prend depuis aux spectateurs amusés.

#### Historique

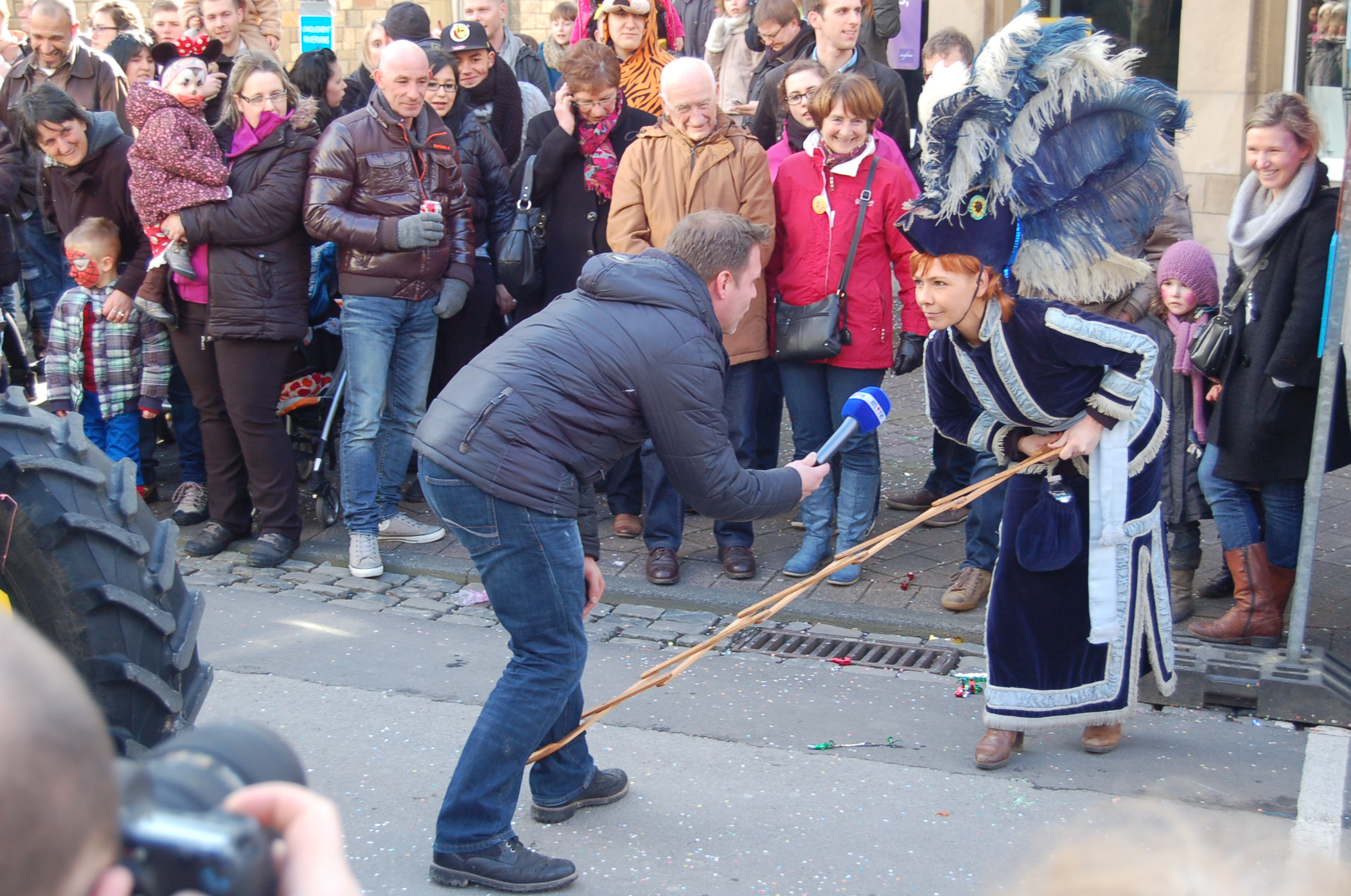
« Haguète » ayant pris au piège un journaliste avec son « hape-tchâr ». Celui-ci devra lui « demander pardon ».

L'origine de la « Haguète » a suscité beaucoup de recherches et amené les hypothèses les plus diverses. Faute de documents, il est difficile de la situer avant le milieu du XIXe siècle, mais d'après la ville de Malmedy ce masque serait beaucoup plus ancien.
Dans la dernière étude parue sur le sujet, Léon Marquet reprend une à une les diffirentes théories de son origine.

##### Hypothèses

###### Costume
La botaniste Marie-Anne Libert en parle dans ses écrits historiques, en 1857, comme étant un ancien masque. « Personne ne doute que les xhaguettes ne représentent les Crétins, Cagots ou Gahets, et nous pensons, écrit-elle, d'après quelques auteurs qu'il faut voir en ceux-ci les descendants de quelques-unes de ces hordes de barbares du Nord qui ravagèrent l'Europe au Moyen Âge. »
En 1899, Henri Bagard rapporte dans un article la tradition populaire de la Haguète. Il s'agirait d'un masque représentant les lazaristes prenant soin des pestiférés ; on reconnaît dans le costume le masque dont ils couvraient la tête entière pour empêcher la contagion, dans le hape-tchâr l'outil qui leur servait à entraîner les morts sans les toucher ou à apporter de la nourriture aux malades. On voit ici que la croyance populaire confond peste et lèpre et fait un amalgame entre différents ordres religieux hospitaliers et de charité - ces choses arrivent fréquemment dans l'élaboration de légendes et les traditions sont remplies de ces méprises.
Quinze ans plus tard, Bragard publie une étude où il donne une explication différente, plus argumentée, mettant en exergue le caractère « nettement martial » de la haguète : le bicorne français empanaché de plumes d’autruches, la cagoule, l’aigle bicéphale du Saint-Empire Romain de la nation germanique au dos de la veste sont à ce titre les attributs les plus représentatifs et seraient dès lors le souvenir de troupes allemandes étant passées dans la région.

###### Nom
Quant à l'étymologie du mot haguète, deux grandes tendances se sont dégagées.
La première fut émise pour la première fois fin du 19e siècle par Quirin Esser qui lie le terme le moyen haut allemand hacke (sorcière). Bragard le suit en 1924 « Haguette et Hexe sont issus d'une même racine hag signifiant sorcière qui a donné à l'ancien haut allemand hagazuza, contracté en hazuza ». Plus tard, c'est Jean Haust qui les rejoint en faisant venir le nom de l' « ancien haut allemand hagzissa de hag (bois) et d'un second terme signifiant démon femelle. »
Cela ferait de la haguète une sorcière.
L'autre hypothèse est romane. On a rapproché haguète du français haquenée (petite jument) et qui désigne en wallon, par métaphore, une personne chétive et par la suite une jeune fille prétentieuse ou personne maladroite,. Le terme est attesté pour évoquer des hommes ou des enfants, il peut aussi avoir le sens de « gamin » et à Malmedy de « jeune fille à l’accoutrement singulier », en privilégiant le simple sens de « jeune ». 
Marquet, à la fin de son long article, propose de voir dans l'expression grantès haguètes de « jour des haguètes », c'est-à-dire le jour où « triomphe la Jeunesse », et un glissement se serait produit pour désigner par haguète toute personne déguisée - le même glissement de sens s'est produit à Sart-lez-Spa avec les Robins (au départ, un robin est un sot, un niais) qui ont fini par nommer certains crâs djoûrs. 
Les Haguètes seraient donc sobrement issues d'organisations de la Jeunesse, autrefois principaux animateurs des fêtes populaires. Dès lors, le brûlage de la haguète du mardi gras correspond à « la fin du règne des haguètes ». 

###### Société
Depuis 1966, il existe une société locale appelée « Mesnie do l' Haguète du Mâm’dî » dont les membres (des deux sexes) se costument en « Haguète » le dimanche du carnaval et sortent parfois de la ville pour des représentations dans des manifestations folkloriques à l’extérieur.
En dehors de la Mesnie, de nombreuses personnes possèdent un déguisement de « Haguète » qu’elles ressortent chaque année. La ville de Malmedy en recense jusqu’à 150 durant le grand cortège du dimanche.
Concernant le « hape-tchâr », il est à noter que si la coutume se plaît à rappeler qu’il servait à tendre la nourriture aux lépreux, il est bien plus vraisemblable qu'il soit lié à son usage domestique, c'est-à-dire celui de dépendre les salaisons du dessus des cheminées, d’où son nom d'« attrape-chair » !

### Lu Long-Né
Il est présent au sein du cortège dès la fin du XIXe siècle. Sa figure est recouverte d'un masque au nez proéminent, d'un long bonnet de meunier rouge et blanc et d'une pipe blanche. Il porte le traditionnel sarrau ardennais de couleur bleue, un pantalon blanc ainsi qu'un foulard rouge et blanc. Ils se rassemblent par groupe de 5 à 8 personnes et choisissent leur « victime » dans le public qu'ils imitent jusqu'à ce que cette dernière se résigne à offrir la tournée à la bande. Étant donné la quantité de boissons diverses que les « Longs-Nés » doivent absorber dans la journée, un règlement de bonne conduite a été mis en place par le Royal Syndicat d'initiative de Malmedy. De plus, un arrêté communal impose aux participants désirant interpréter ce rôle d'avoir au minimum dix-huit ans, âge légal en Belgique pour la consommation de spiritueux.
Ce règlement prend tout son sens quand on sait que plus de huit-cents Longs-Nés arpentaient les rues de la ville lors de l'édition 2015.

### Lu Longuès-Brèsses
Le « Longuès-Brèsses » (le longs-bras en français) est déjà mentionné en 1874, époque à laquelle la « Marche do Trouv’lê » est composée. Il représente la figure du clown, coiffé d’un minuscule haut-de-forme orné d’une plume de paon. Les manches de son costume et sa queue-de-pie colorée sont démesurément allongées. Occasionnellement, il porte une cagoule blanche bariolée de différentes couleurs.
Les « Longuès-Brèsses » s’amusent à ébouriffer les cheveux des spectateurs ou à chaparder le couvre-chef d'une personne pour le replacer sur la tête d'un autre spectateur.

### Lu Long-Ramon
« Long-Ramon » signifie long-balai en français. Ce masque traditionnel est le plus récent puisqu'il apparaît seulement dans les années 1920. Dérivé du « Longuès-Brèsses » (longs-bras), sans les extensions des bras, il est aussi coiffé d'un minuscule chapeau orné d'une plume de paon. Il porte une veste en queue-de-pie, un nœud papillon coloré et un pantalon blanc. Son outil, le « ramon » (balai en français), est une longue perche en bois terminée par un bouquet de genets. Ce long balai de plus de 5 mètres lui permet de décoiffer les spectateurs situés à l'arrière de la foule et d'atteindre les fenêtres des maisons pour y surprendre les habitants. Situés aux endroits plus espacés du cortège, ils marchent de manière nonchalante et tourne subitement sur lui-même, obligeant la foule à se baisser pour éviter son balai long de plusieurs mètres.

### Lu Sâvadje
Il représente l'indien d'Amérique tel que les Malmédiens se le représentaient au XIXe siècle. Ce costume est composé d'un vêtement de couleur chair, d'une jupe ourlée de cygne blanc, d'un boléro, de colliers et bracelets divers. Il porte parfois un loup à bavette et un diadème orné de plumes. Il est muni d'un arc doré et d'une flèche qu'il tire de son carquois. Ses jambes sont tressées de rubans colorés allant de la cheville au genou. Au fil des ans son masque est devenu de plus en plus élégant avec un costume aux couleurs chatoyantes. Sa fonction consiste à kidnapper une spectatrice par la main et à la faire courir à travers le cortège pour ensuite la ramener à son point de départ.

### Lu Sâvadje-Cayèt
Il représente un homme issu d'une tribu africaine tel qu'il était décrit par les explorateurs revenus d'Afrique. À travers ces récits exagérés, les Malmédiens du XIXe siècle ont imaginé ce costume qui n'a cessé de s'embellir au fil des décennies. Son visage est entièrement maquillé de noir. Il porte une perruque sombre et un diadème argenté ou doré orné de plumes colorées. Son buste revêt une cotte recouverte de plaquettes de bois, souvent peintes aux couleurs de Malmedy (noir, jaune et vert), qui s’entrechoquent au moindre mouvement. Ces plaquettes de bois sont nommées « cayèts » en wallon et désignent les petits éclats de bois résultant de la coupe des bûcherons, qui étaient utilisés jadis utilisés pour la confection du costume. Il est muni d’une massue en mousse et frappe gentiment les têtes des spectateurs avec des gestes exagérés. Ce costume de bois peut parfois peser jusqu'à 8 kilos.
D'après le spécialiste Jean Sebille, la couleur de peau noire du « Sâvadje-Cayèt » peut, à l'origine, aussi bien signifier un homme africain, un indien ou encore tout autre personnage considéré comme exotique à l'époque.

### Lu Boldjî
Le « Boldjî » est un personnage ventripotent vêtu d'un tablier et d'une toque blanche. Il représente de manière caricaturale le boulanger local. Sur son habit de travail et son couvre-chef sont cousus des « britzèls », terme wallon pour désigner la célèbre brioche originaire d'Allemagne du Sud. Son rôle est de s'approcher discrètement des spectatrices et d'utiliser sa pelle en bois pour leur effleurer les fesses tout en faisant un commentaire wallon à propos de la cuisson du « pain ».

### Lu Cwapî
Le « Cwapî » est un autre personnage représentant un métier populaire : le cordonnier. Il a des cheveux roux hirsutes et est vêtu d'un tablier bleu dans lequel se trouve toute la panoplie du cordonnier. Ils se déplacent par groupes de deux ou trois. Ils sont munis d'un tabouret et d'une série de vieilles chaussures dépareillées. Ils sélectionnent une « victime » féminine, la font s'asseoir pour mesurer ses pieds, lui font retirer ses chaussures et lui proposent une de leurs nouvelles paires très « tendance ».

### Lu Vèheû
Il s'agirait du personnage le plus ancien du Cwarmê, on retrouve sa trace aux alentours du XVIIe siècle. Son costume de velours est composé d'un gilet, d'un pantalon, de bas blancs, d'une bandoulière à grelots et d'un bonnet polonais à fond carré. Il a fait l'objet de discussions parmi les spécialistes du folklore. Certains pensent y retrouver des similitudes avec le costume du cocher. Aujourd'hui, ce masque est muni d’un fouet au bout duquel est fixée une vessie de porc séchée et gonflée. Son rôle consiste à sautiller gaiement à travers la foule ou le cortège et à aller frapper gentiment les spectateurs sur la tête.

#### Tchèssî le vèheû
Son origine est liée à une ancienne coutume villageoise attestée dans différents endroits d'Ardenne, au cours de laquelle la jeunesse locale faisait la « chasse au putois » (tchèssî le vèheû),.
On habillait un homme, le vèheû (putois en wallon) avec des guenilles, des accoutrements carnavalesques, des attributs animaux (poils, queues) selon le lieu ; il portait parfois des grelots, souvent une hotte. Une troupe de jeunes gens le suivait ou le menait à travers les rues du village et le faisait entrer dans les habitations où il quémandait des victuailles (œufs, lard, jambon, farine, tarte) que le groupe préparait (on parle de groumote) et mangeait ensemble après le cortège.
Cette festivité se déroulait lors du mardi gras à Ster et à Malmedy, dans les autres lieux, le plus souvent à l'occasion de la fête paroissiale.
Léon Marquet - les paragraphes qui suivent résument son étude en deux articles cités plus haut - rapproche cette pratique des quêtes d'Épiphanie que l'on trouvait encore à la fin du XIXe siècle en Wallonie : des enfants venaient hèyî ou hèlî, c'est-à-dire quêter aux portes. Le terme (var. : heihle, heyle, haylle etc.) a d'ailleurs été utilisé dans certains villages du Condroz pour désigner la fête de l'Épiphanie.
Dans les pays germaniques et les Balkans, au même temps du calendrier, des cortèges d'enfants ou de jeunes, vêtus de peaux, visages noircis, passaient dans les villages en faisant du tapage. Ceci évoque l'expulsion de l'hiver ou des mauvais esprits, la période entre la Noël et l'Épiphanie étant considérée comme néfaste et la fête des Rois marquant le début d'un nouveau cycle, voire d'une nouvelle année.
Des traditions liant ce rituel à des animaux comme la martre, le renard ou le loup, sont connus dans ces régions. C'étaient des animaux agissant de nuit, ravageant les basses-cours essentiellement lors de l'hiver, saison plus pauvre en proies sauvages. Les enfants promenaient des cadavres de ces animaux (cloués sur une planche ou empaillés) et menaçaient les habitants de lâcher la bête s'ils se montraient pingres dans leurs dons. Ces quêtes étaient censées représenter les ravages de ces carnassiers.
Ces processions n'avaient pas toujours lieu à l'Épiphanie, mais étaient toujours liées à des fêtes de passage entre l'hiver et le beau temps (carnaval, Pentecôte).

### Lu Sotê

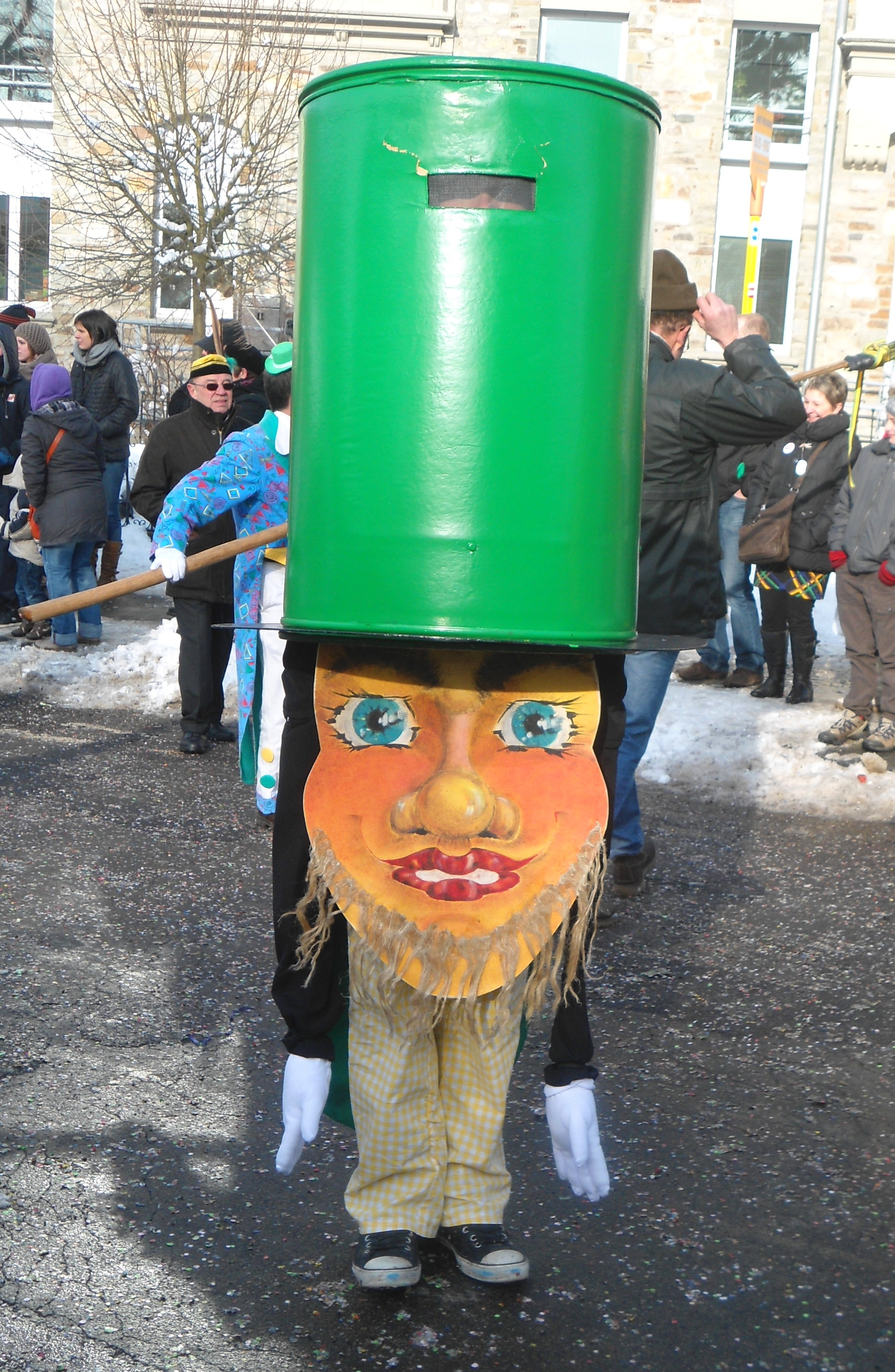
Sotê.

Le « Sotê » est la figure du nain que l'on retrouve dans les légendes locales. il s'agit du nuton malmédien. Il habitait dans les grottes de Bévercé à quelques kilomètres de Malmedy. Ces nains rendaient des services à la population en échange de vivres.
Afin de ressembler à un nain sans rétrécir pour autant changer la taille du masqué, un visage en carton peint a été placé à hauteur des cuisses. Le dessus du corps est entièrement recouvert d’un énorme haut-de-forme. Étant donné que le masqué a les bras coincés sous le chapeau, il se munit de bras artificiels terminés par des mains gantées de blanc (similaires au « Longuès-Brèsses »). 
Il évolue en début de cortège en sautillant et en taquinant les spectateurs au moyen de ses longs bras. Il reste cependant muet. Il porte également un habit à basques et un pantalon multicolore. Son masque d’environ 50 centimètres de largeur porte une longue barbe crépue et effilochée. 
Il s'agit d'un très ancien travestissement qui apparaît dans des écrits du milieu du XVIIIe siècle. Il avait pratiquement disparu du Cwarmê en 1920, mais quelques traditionalistes l'ont remis au goût du jour dès les années 1970 et, actuellement, une joyeuse bande de « Sotês » anime le carnaval dès le samedi aux côtés du « Trouv’lê » et de la « Grosse Police »

### Lu Hârlikin
Il représente l'Arlequin de la « Commedia dell’Arte » italienne. Il aurait été incorporé dans le Cwarmê au XIXe siècle, avec Pierrot, Paillasse et Colombine. Aujourd'hui, ne subsiste plus qu'Arlequin et Pierrot.
Le costume de « Hârlikin » est resté très semblable à celui d’origine : veste et pantalon en losanges colorés, grelots aux poignets et aux chevilles, collerette blanche et un loup noir sur les yeux. On lui a cependant apporté quelques détails. Son chapeau de feutre de type bicorne porte à une extrémité une queue de renard avec laquelle « Hârlikin » chatouille le visage des spectateurs. À l'origine, les « Hârlikins » apparaissaient souvent par paires et se battaient en duel avec leur petit sabre en bois aux couleurs de Malmedy. Aujourd'hui, on retrouve ce spectacle le dimanche du carnaval à 13 heures. On peut les voir faire des pirouettes sur la place Albert Ier de Malmedy, juste après la Danse de la « Haguète ».

### Lu Pièrot

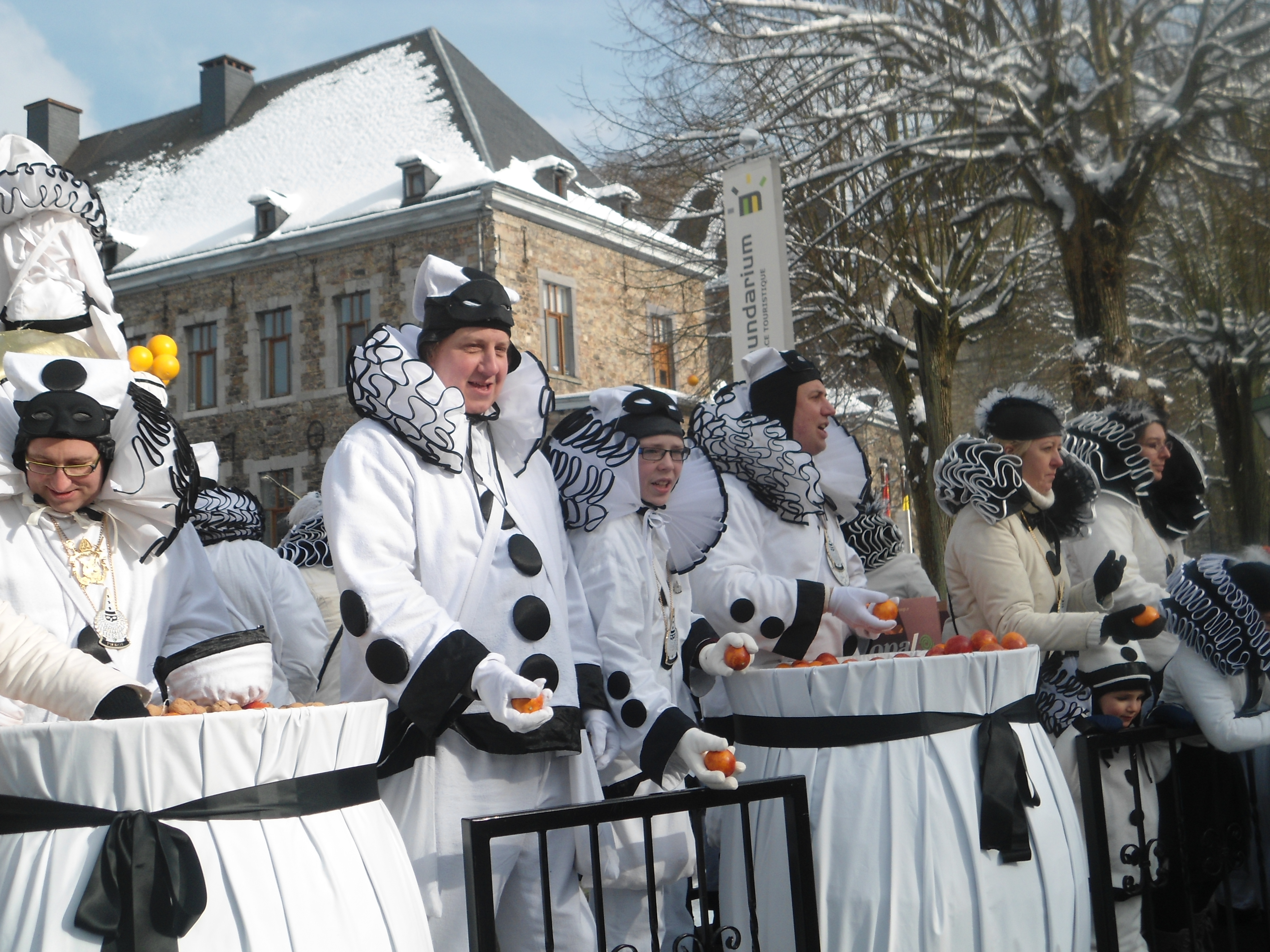
Les Pièrots sur leur char.

Le « Pièrot » (Pierrot) du Cwarmê malmédien est l'autre personnage issu de la « Commedia dell’Arte ». Il est toujours vêtu d’un costume blanc garni de gros boutons noirs, il porte un chapeau en pointe également décoré de boutons noirs.
Il distribue des oranges sanguines et des noix qu’il porte, les unes dans une corbeille d’osier, les autres dans un sac en bandoulière. Jadis, lorsque le « Pièrot » était à court de provisions il se laissait tomber de tout son long sur la chaussée et on le traînait alors jusqu’au char-ravitaillement en chantant : « Pôve Pièrot, qui n’a pus dès djèyes ! » (Pauvre Pierrot qui n’a plus de noix !).
Ce masque étant relativement coûteux, vu l’achat du stock d’oranges nécessaires à la journée du dimanche, les « Pièrots » se regroupent par douzaine et constituent au cours de l’année une cagnotte pour effectuer des achats groupés.
Le travestissement de « Payasse » (Paillasse) a totalement disparu du carnaval depuis les années 1930.

### Les petits rôles
Le carnaval de Malmedy ne s'arrête pas à ces déguisements traditionnels. Qui ne sont d'ailleurs pas exclusivement réservés aux Malmédiens, exceptés pour les costumes du « Trouv'lê », de la « Grosse Police », des « Djoup'sènes », des « Sotês » et des « Pièrots » qui sont réservées à certaines sociétés carnavalesques. Il faudra cependant respecter à la lettre la composition et le rôle du costume traditionnel. Chacun peut aussi participer au cortège du Cwarmê habillé et grimé à sa guise. On appelle ces déguisements les petits rôles. Il ne faut surtout pas oublier que le Cwarmê est un carnaval vivant, non figé dans la tradition.

## Gastronomie

### Les gaufres de jeudi gras
Les quatre jeudis (gras) qui précèdent le Cwarmê, il est de coutume de déguster des gaufres à la crème chantilly.

### La salade russe

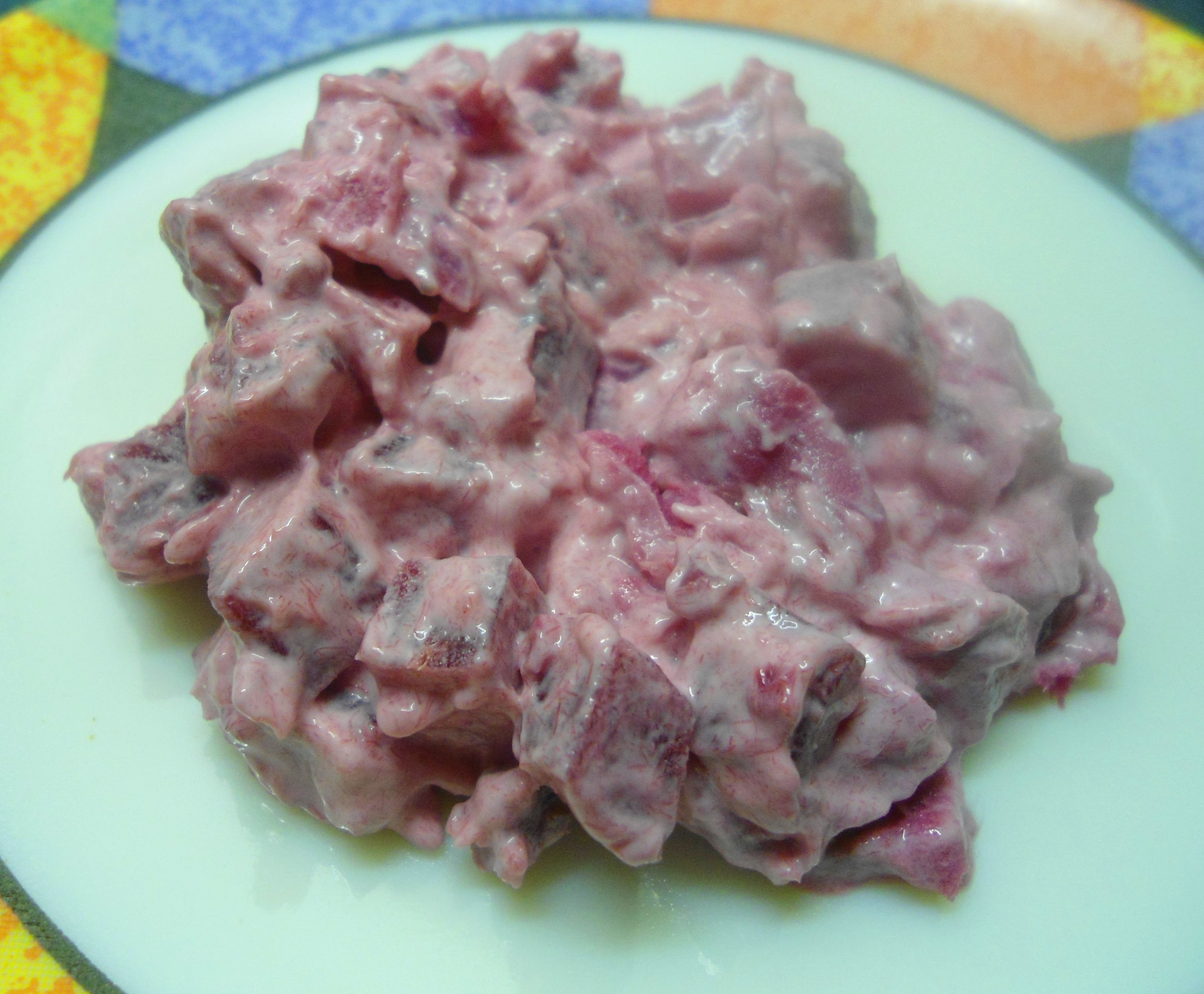
La Salade russe.

Pendant le Cwarmê, la salade russe de Malmedy régale les participants. C'est une salade froide composée notamment de harengs marinés, de betterave rouge, de noix, de pommes de terre, etc.
À la fin du XIXe siècle, les meilleurs restaurants malmédiens servaient des repas luxueux composés d'huîtres, de caviar, ou encore de foie gras. Mais la classe populaire ne pouvait se permettre de tels mets financièrement. C'est pourquoi les gens du peuple concoctèrent un plat plus abordable : la salade russe. Durant les jours « gras » précédant le carême, période pendant laquelle les vivres diminuaient vite, on salait et on fumait les viandes. Les rares poissons qui arrivaient étaient des harengs dans leur saumure. Les légumes étaient ceux qui se conservaient facilement en cave : pommes de terre, betteraves rouges, oignons, céleris-raves, cornichons au vinaigre, pommes, et même noix. On décida de mélanger ces ingrédients pour en faire une drôle de « salade », tellement insolite qu'on la qualifia de « russe », comme si elle venait de très loin!  Aujourd'hui, chaque ménagère y apporte sa petite touche personnelle. La particularité de ce plat est de remettre l'estomac et l'esprit d'aplomb après que la bière et le pèkèt (genièvre) aient coulé à flots,.

## Atelier du carnaval (musée)

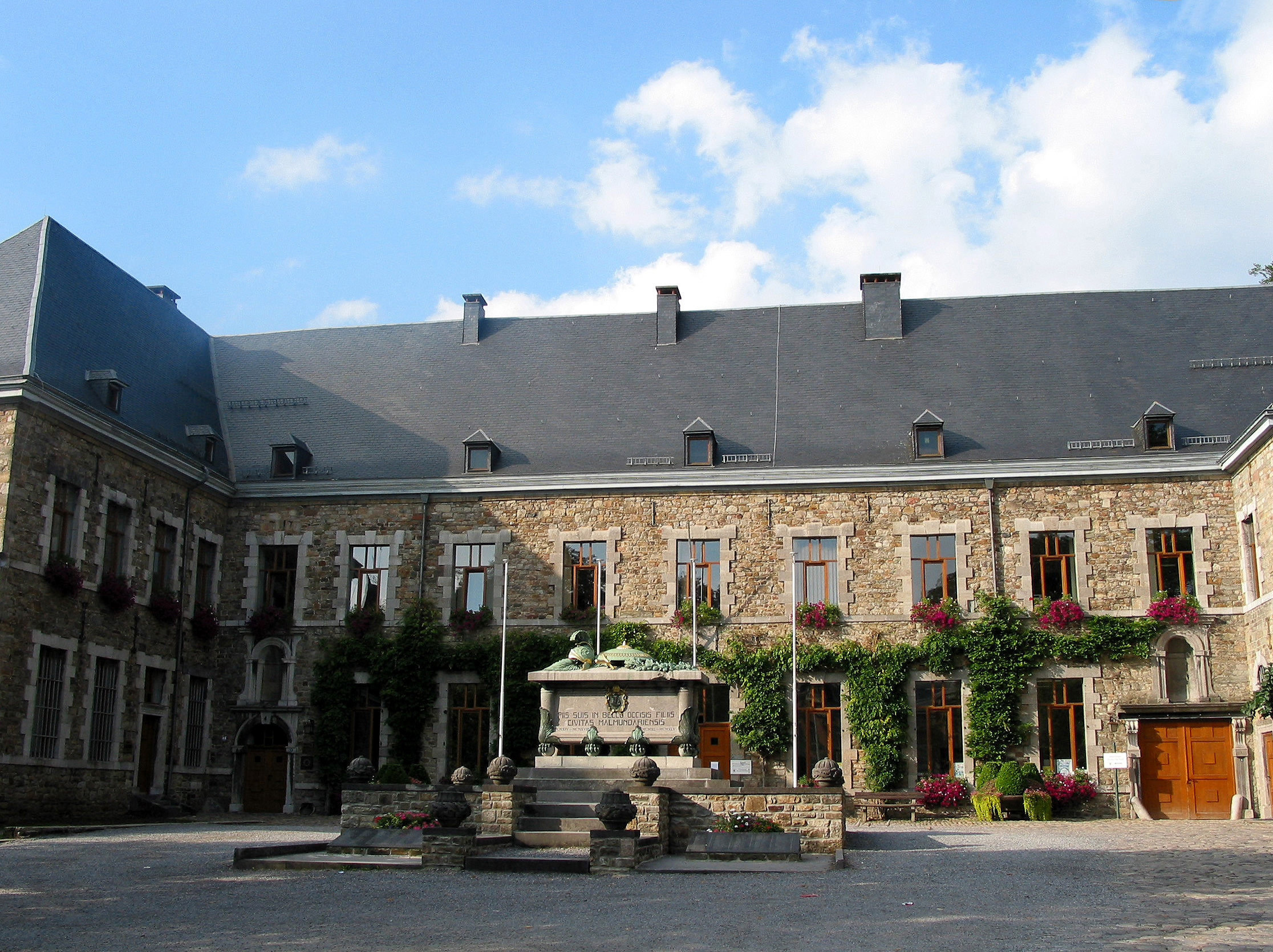
Entrée du Malmundarium.

Situé dans l'ancien Monastère, le Malmundarium comporte plusieurs ateliers muséaux : l'atelier du cuir, l'atelier du papier et l'atelier du carnaval. 
Dans son atelier du carnaval une collection complète de masques et de costumes traditionnels sont présentés sur des mannequins. Des maquettes de chars, des documents d'archives, des affiches et des montages audio-visuels sont aussi présents. Des visites guidées sont proposées aux visiteurs désireux de connaître les anecdotes croustillantes du guide participant au Cwarmê. 
C'est une véritable immersion au cœur du folklore malmédien qui vous est proposée. Dès son entrée, le visiteur est plongé dans l’ambiance carnavalesque. Des bornes interactive permettent de découvrir le Cwarmê sous toutes ses facettes. 
Ce musée est ouvert du mardi au dimanche de 10 heures à 17 heures (basse saison) ou 18 heures (haute saison) ainsi que le lundi pendant les vacances scolaires. Il se trouve dans le centre de Malmedy à côté de la Cathédrale.

## Galerie photos

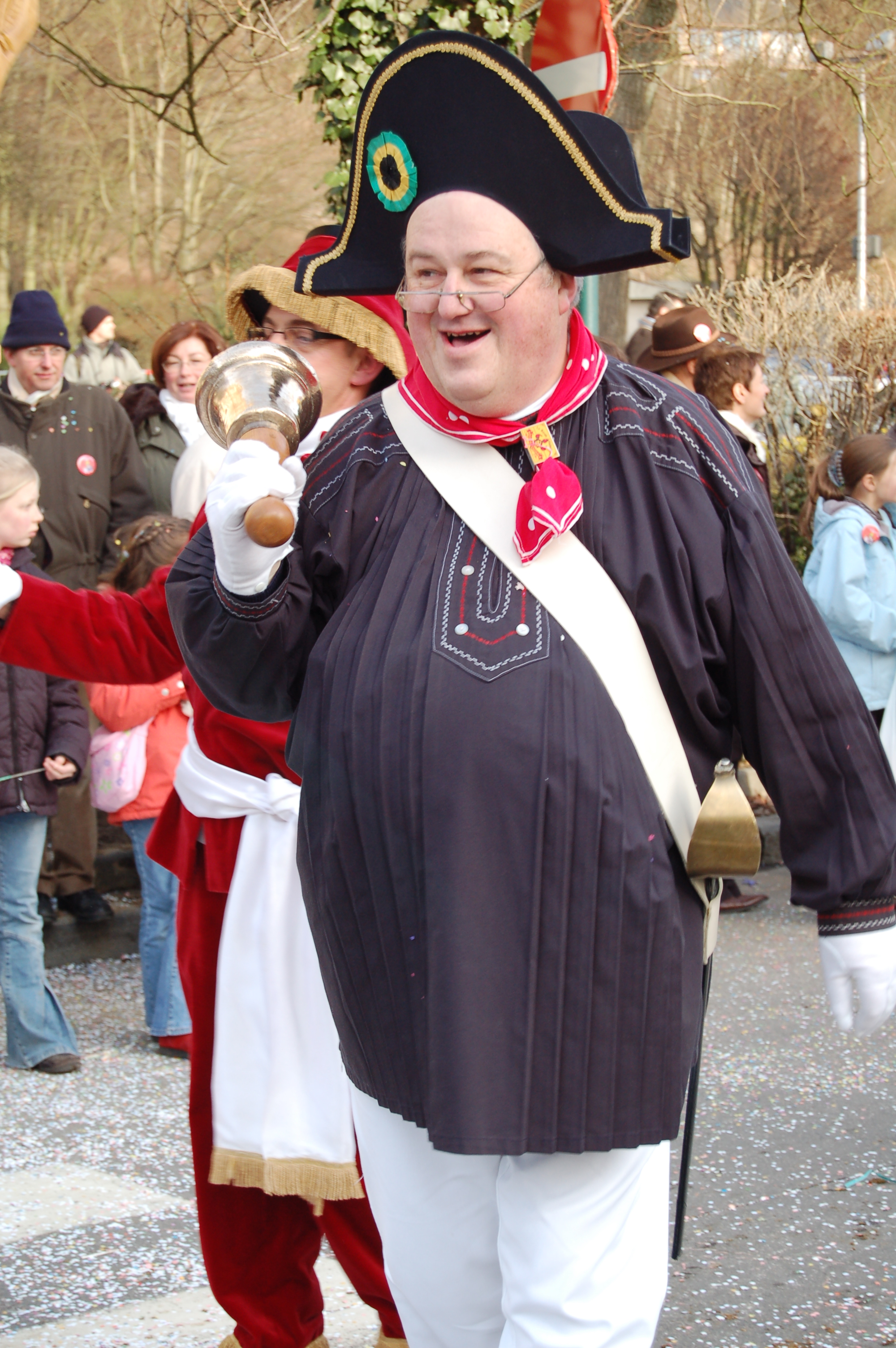
Grosse Police avec son clabot annonçant le début du Cwarmê.
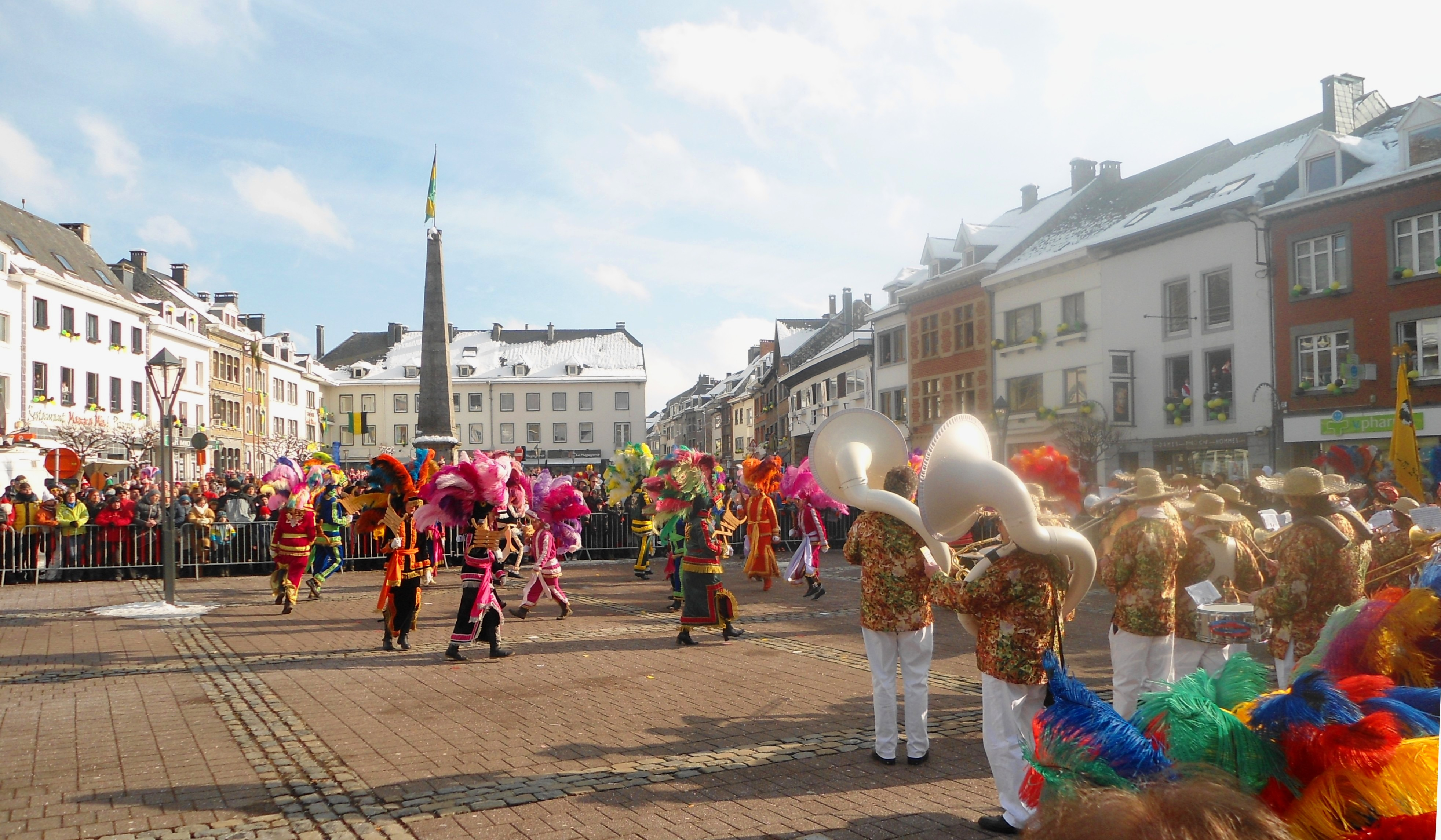
Danse de la Haguète le dimanche du Cwarmê avant le grand cortège.
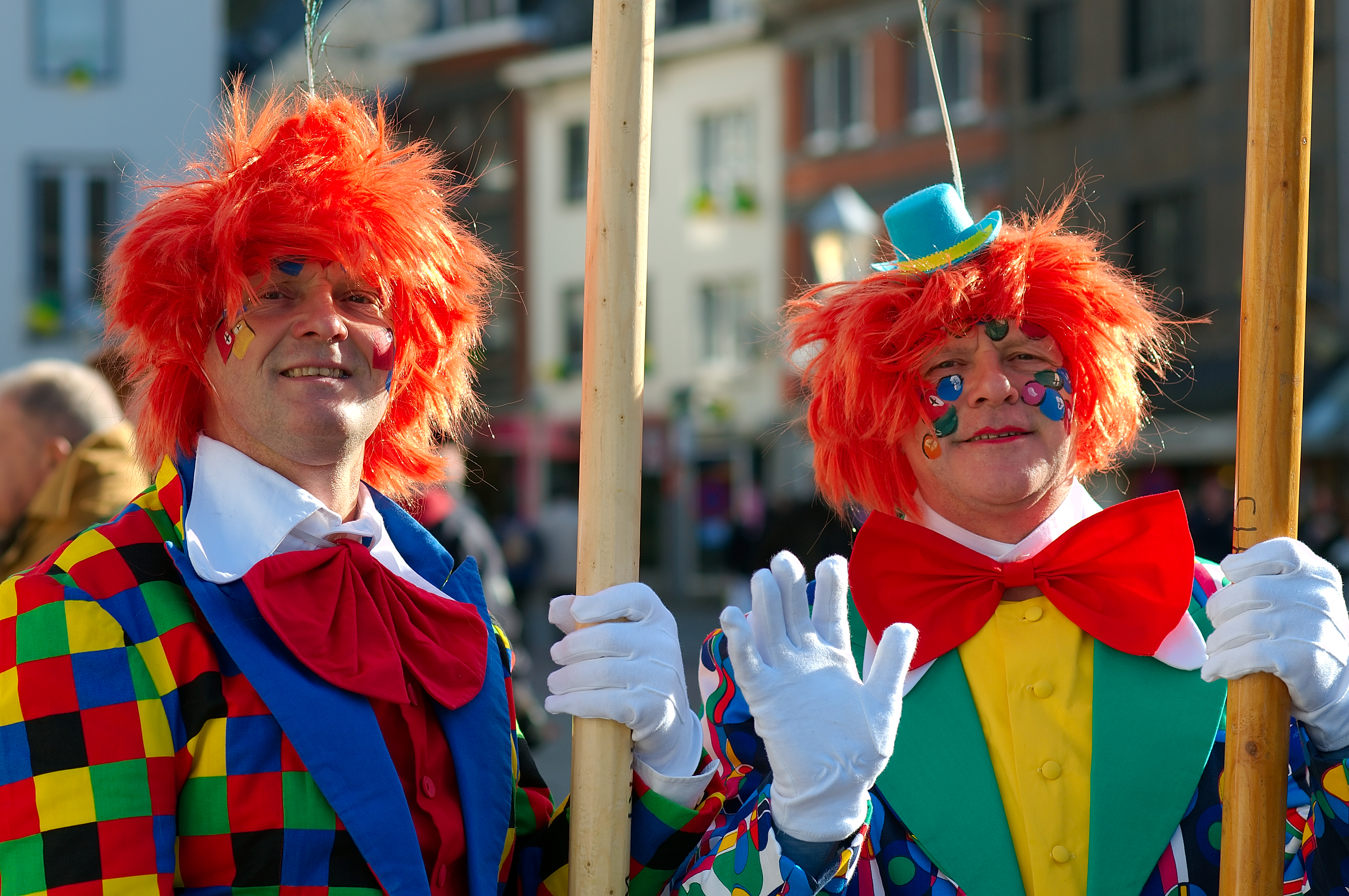
Des longs-Ramons.
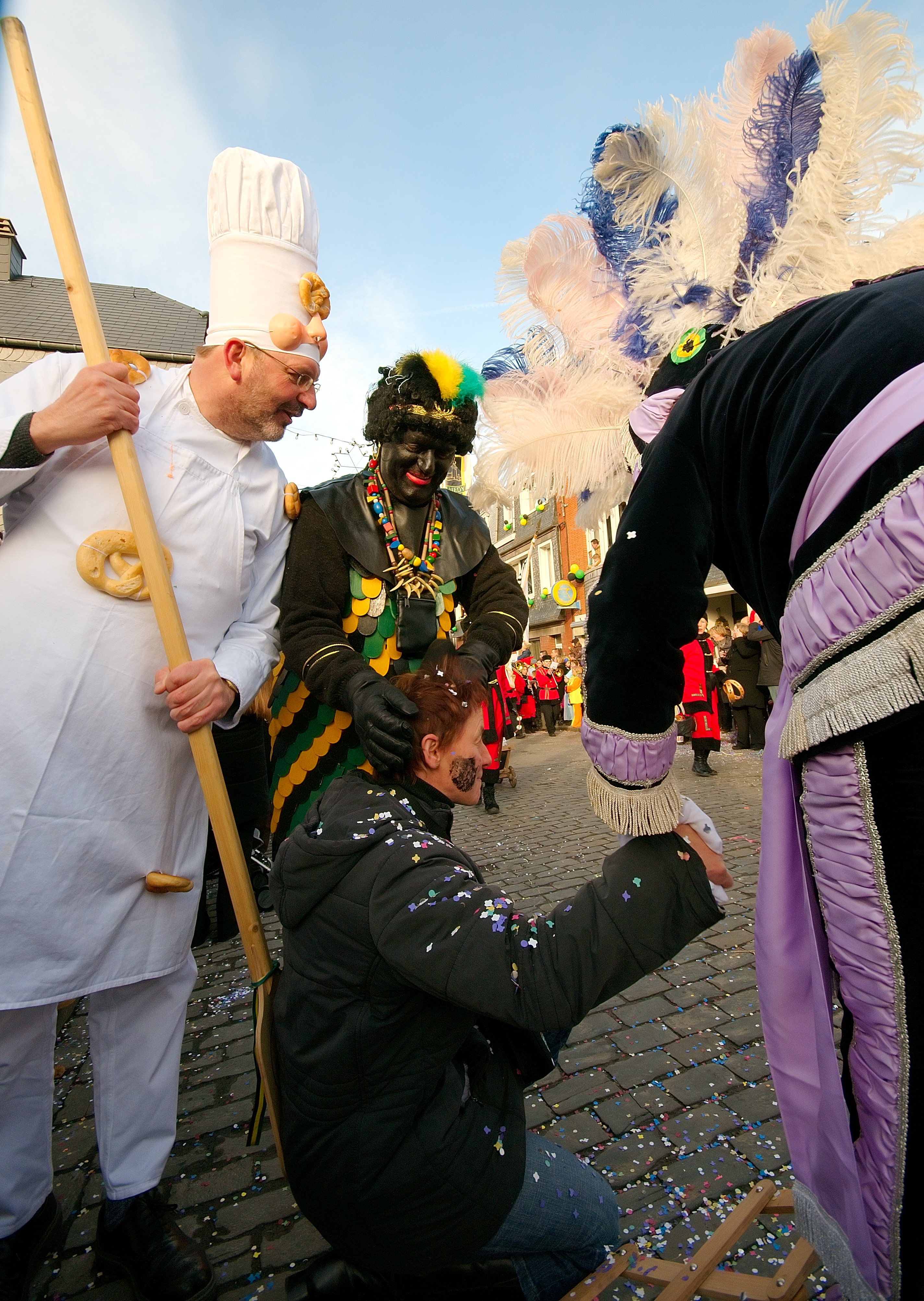
Un Boldjî, un Sâvadje Cayèt et une Haguète.
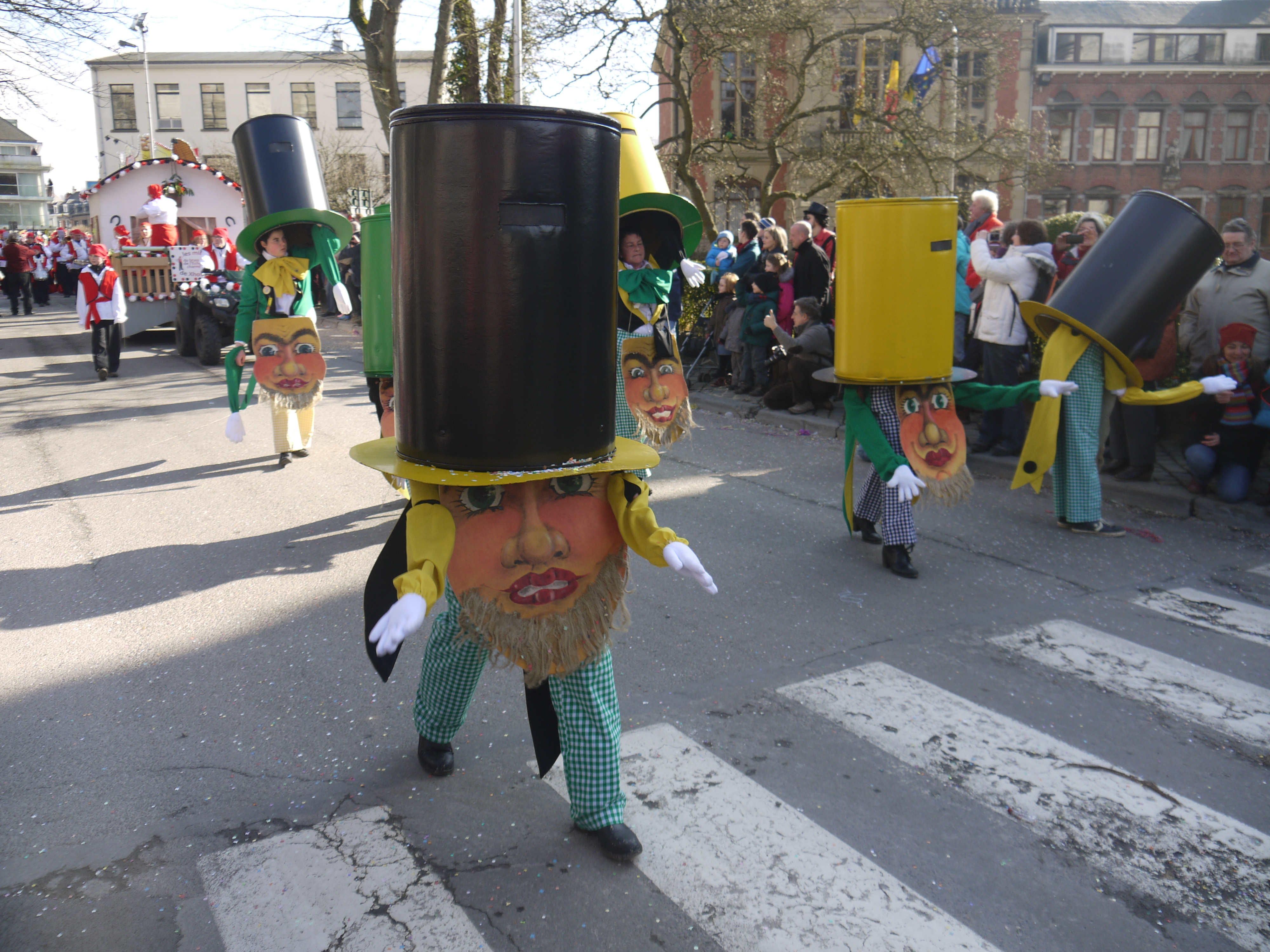
Sotês en début de cortège le dimanche du Cwarmê.
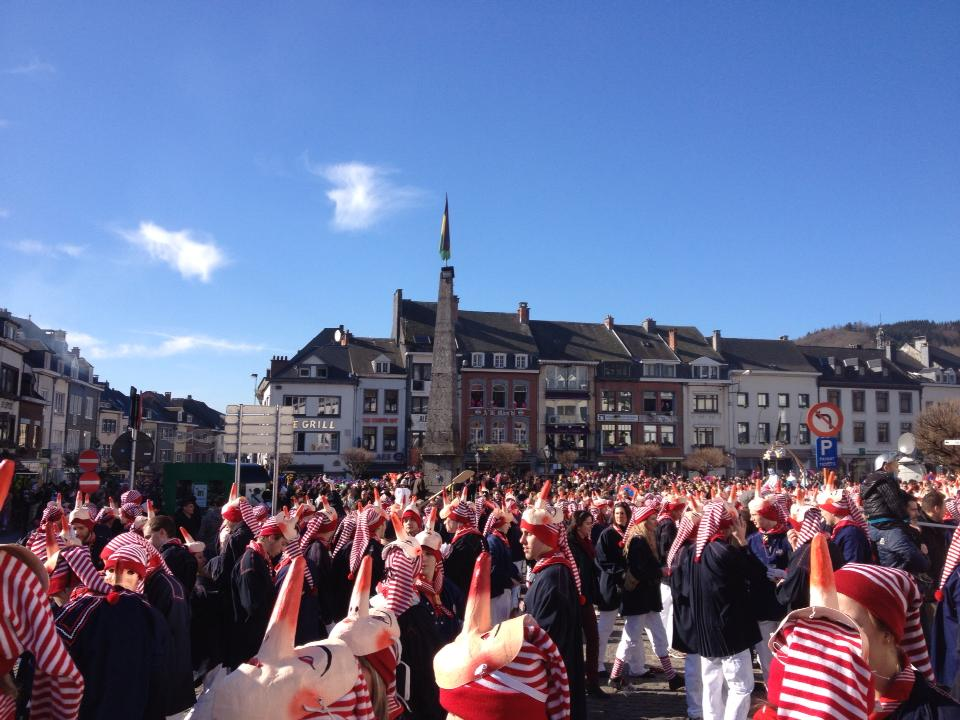
Rassemblement de Longs-Nés à Malmedy le dimanche du Cwarmê.
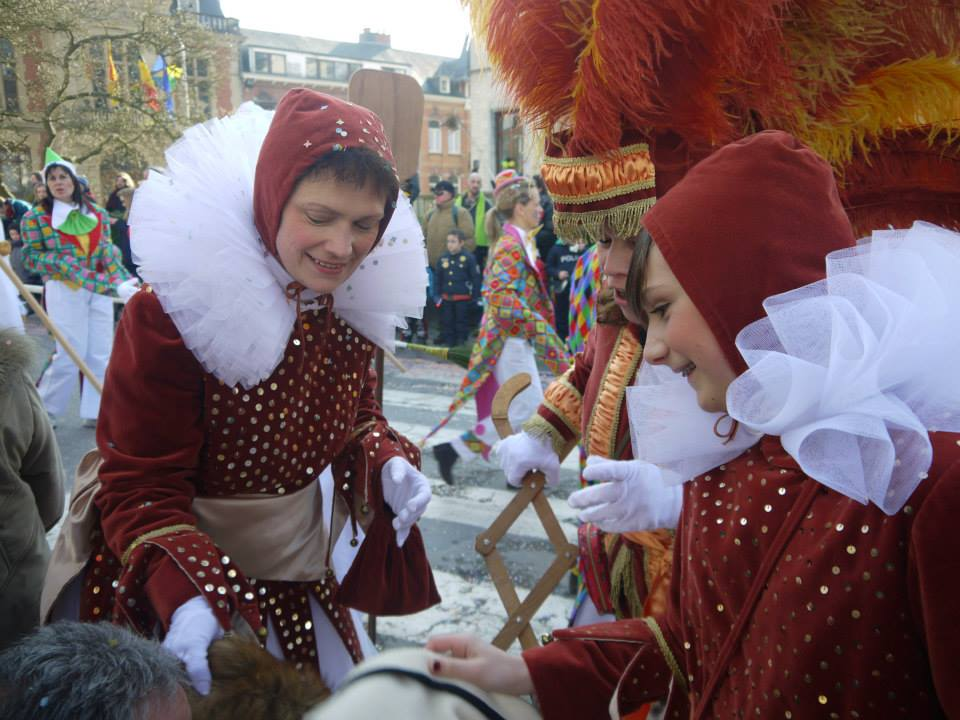
Arlequines et Haguète autour d'une « victime ».
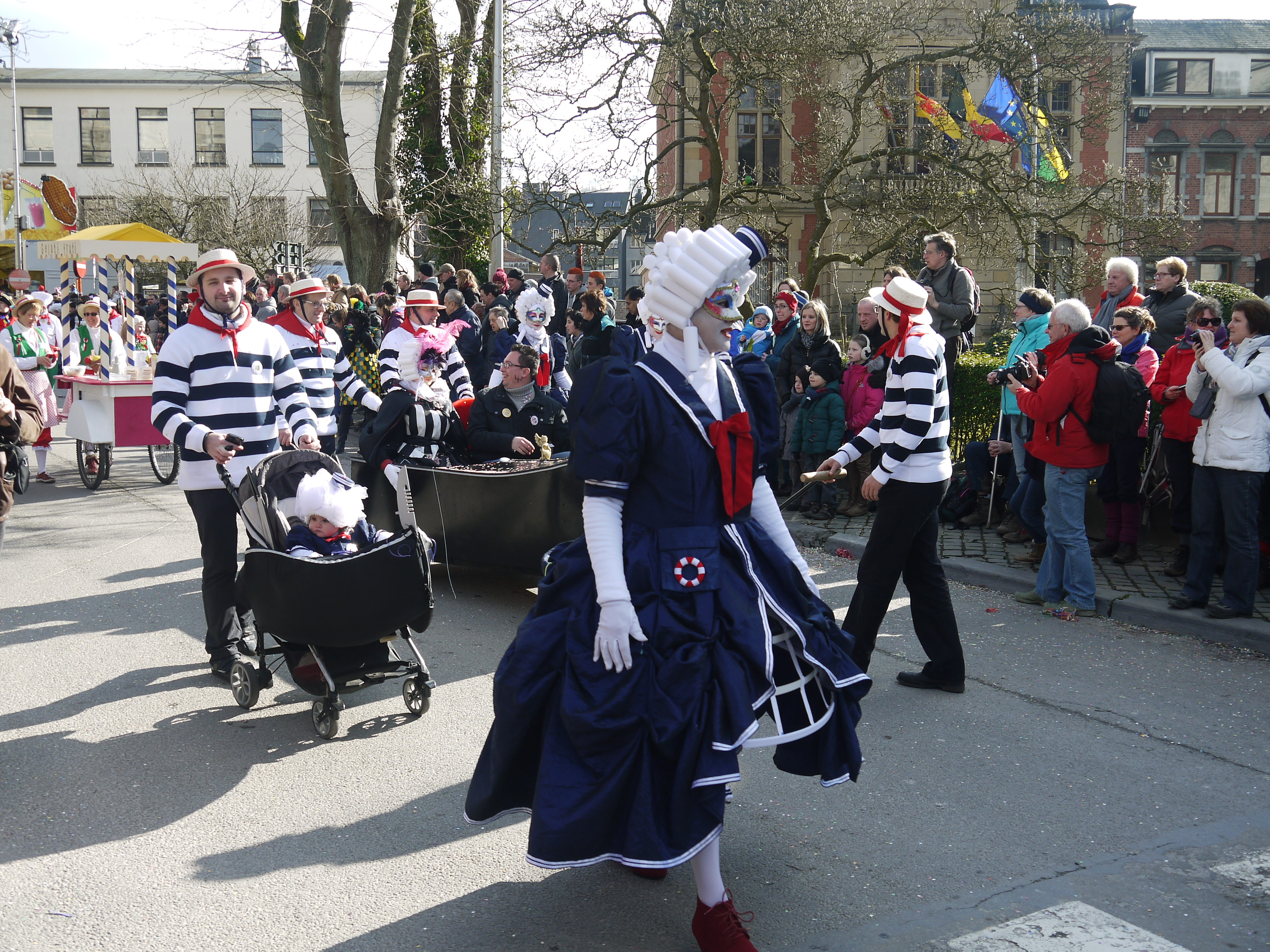
Groupe de masqués sur le thème de Venise.
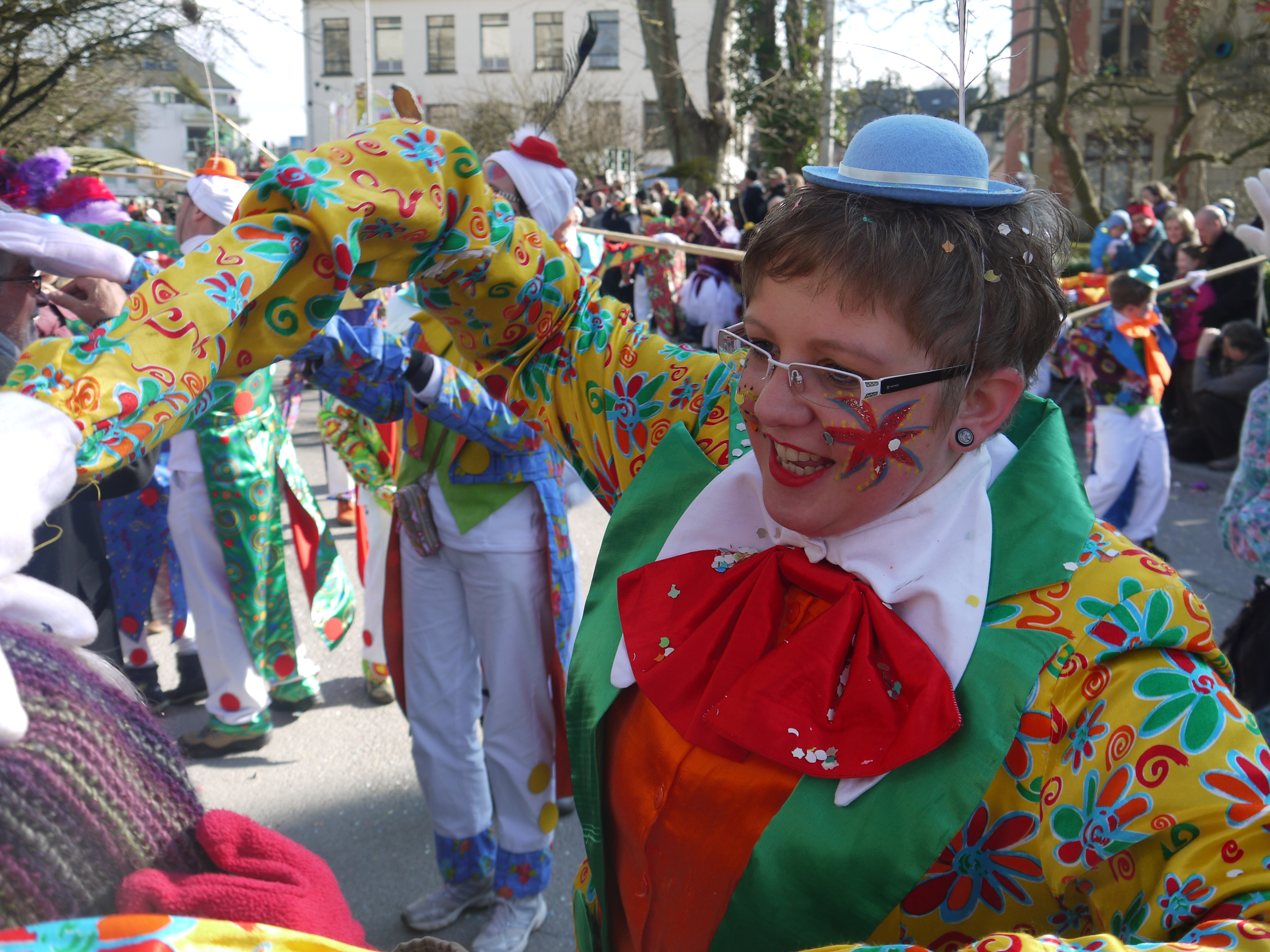
Un long-bras tentant de dérober le couvre-chef d'un spectateur.
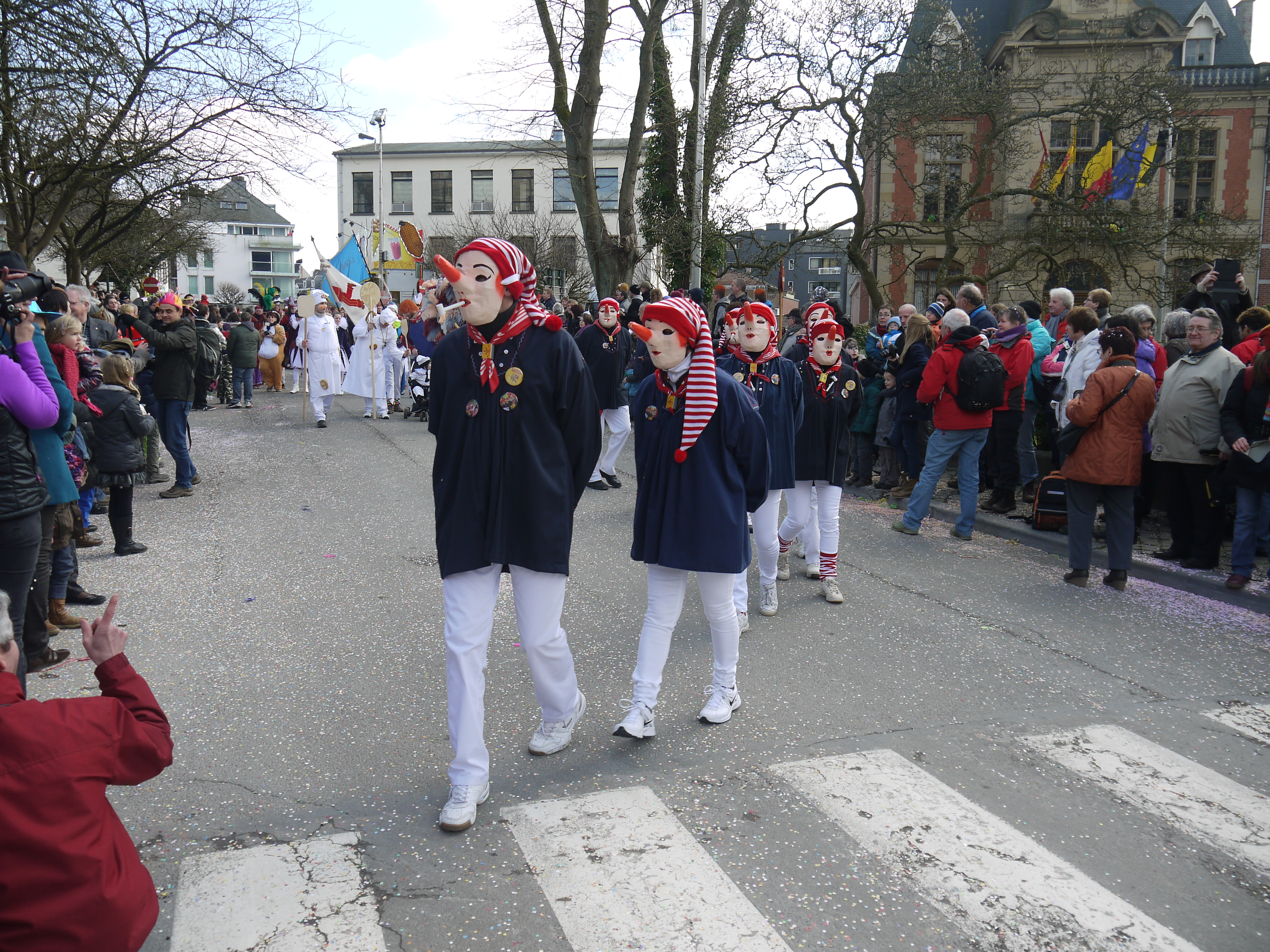
Longs-Nés à la recherche d'une  personne à imiter.
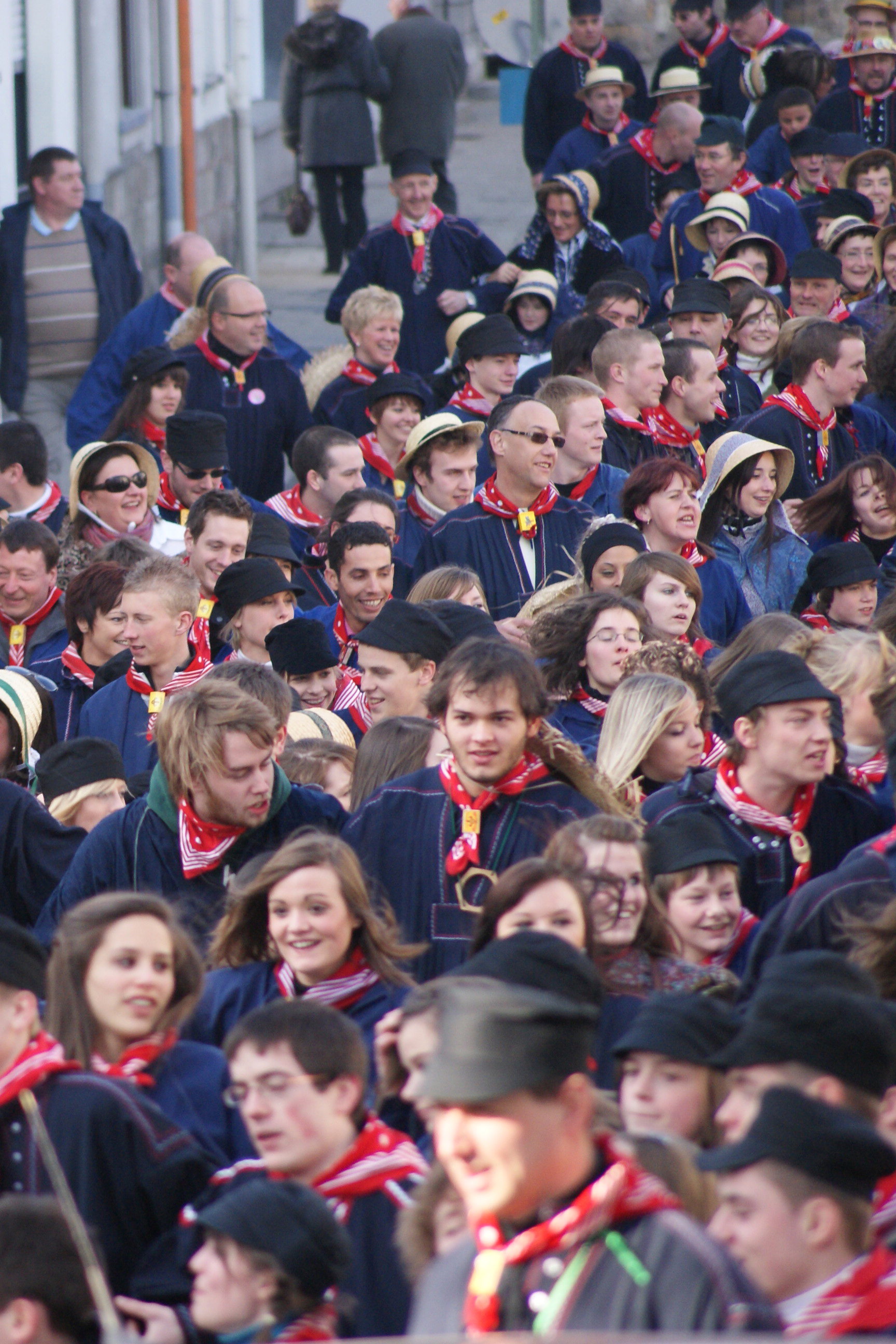
Ardennais et Ardennaises.
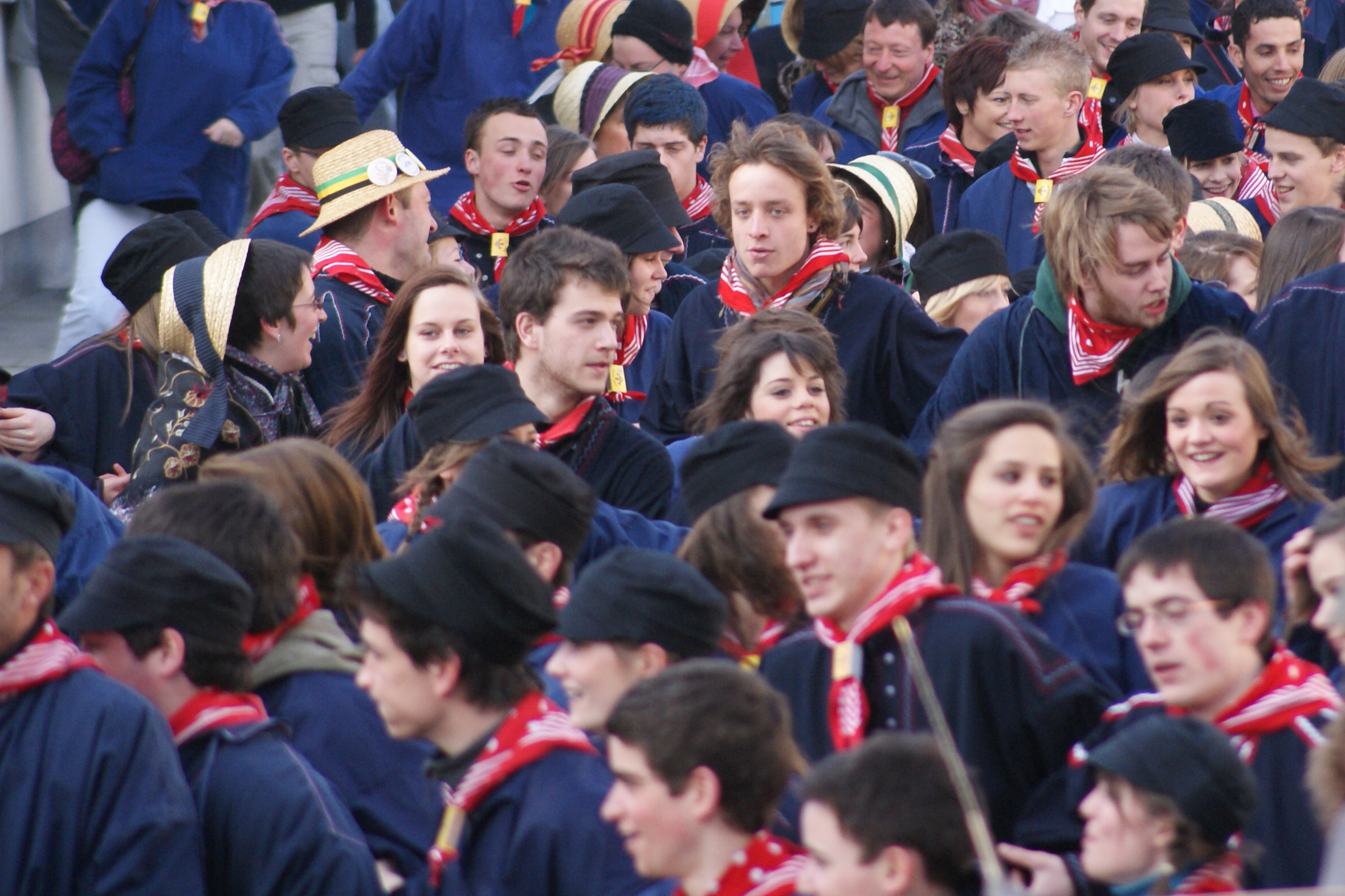
Ardennais et Ardennaises.

## Sources et liens externes
- Les dates futures du Cwarmê